# Lijst van vlaggen van Spaanse gemeenten
Dit artikel bevat een lijst van vlaggen van Spaanse gemeenten, die per autonome regio worden weergegeven. Er zijn in totaal 8.112 gemeenten in Spanje. Vanwege het (potentieel) grote aantal, worden ze hier niet getoond. Dit lijst toont alleen vlaggen van gemeenten met meer dan 10.000 inwoners.

## Andalusië

Adra
Aguilar de la Frontera
Albolote
Albox
Alcalá de Guadaíra
Alcalá del Río
Alcalá la Real
Alcaudete
Algeciras
Alhaurín de la Torre
Alhaurín el Grande
Aljaraque
Almería
Almonte
Almuñécar
Álora
Andújar
Antequera
Arahal
Arcos de la Frontera
Armilla
Atarfe
Ayamonte
Bailén
Baena
Baeza
Barbate
Baza
Benalmádena
Berja
Bollullos Par del Condado
Bormujos
Brenes
Cabra
Cádiz
Camas
Cantillana
Carmona
Cártama
Cartaya
Castilleja de la Cuesta
Chiclana de la Frontera
Chipiona
Churriana de la Vega
Coín
Conil de la Frontera
Córdoba
Coria del Río
Cuevas del Almanzora
Dos Hermanas
Écija
El Ejido
El Puerto de Santa María
El Viso del Alcor
Espartinas
Estepa
Estepona
Fuengirola
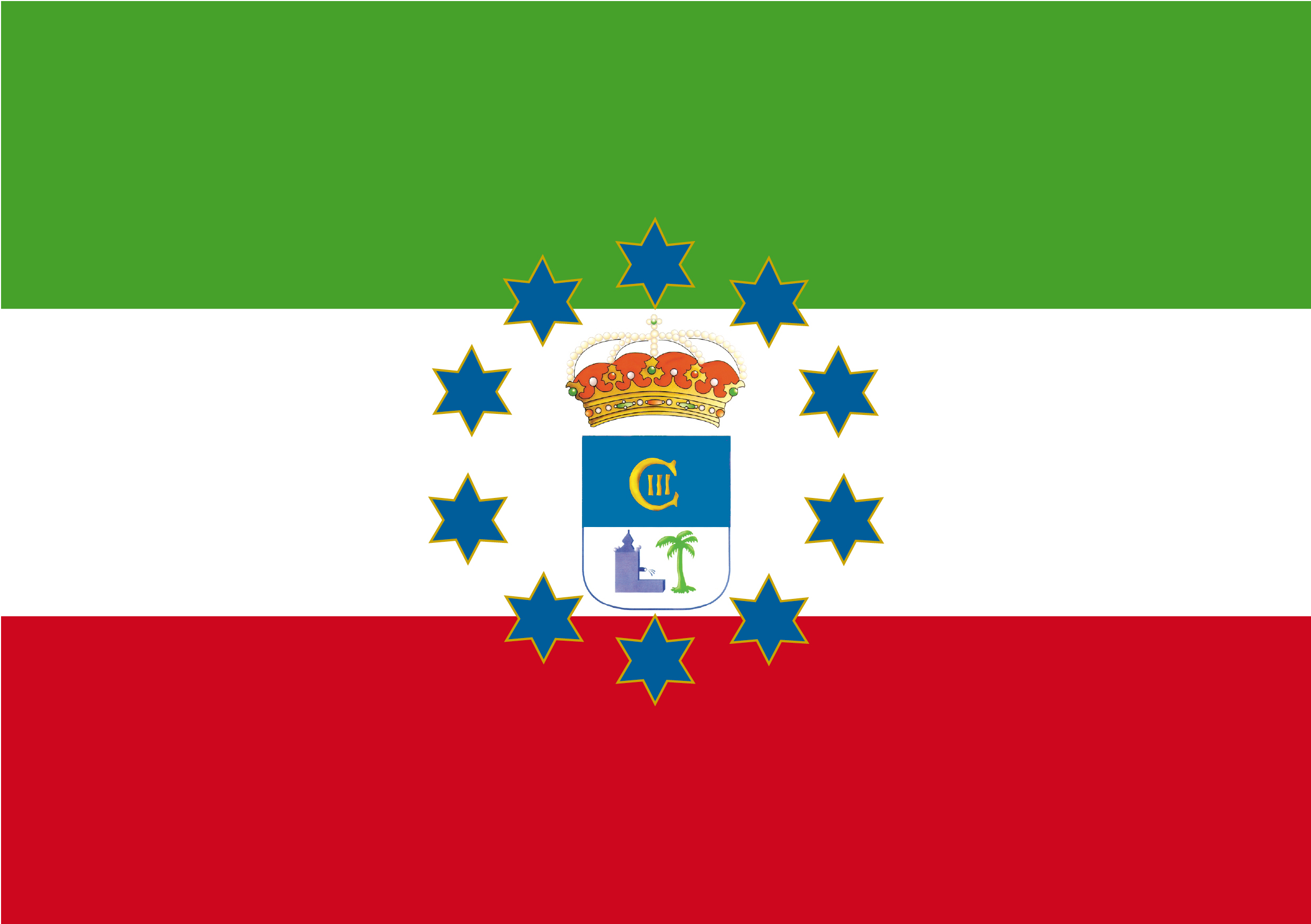
Fuente Palmera
Gibraleón
Gines
Granada (Details)
Guadix
Guillena
Huelva
Huércal de Almería
Huétor-Tájar
Huétor Vega
Huércal-Overa
Íllora
Isla Cristina
Jaén
Jerez de la Frontera
Jimena de la Frontera
Jódar
La Algaba
La Carlota
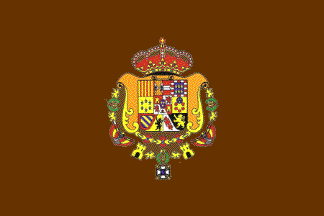
La Carolina
La Línea de la Concepción
La Palma del Condado
La Puebla de Cazalla
La Puebla del Río
La Rinconada
La Zubia
Las Cabezas de San Juan
Las Gabias
Lebrija
Lepe
Linares
Loja
Lora del Río
Los Barrios
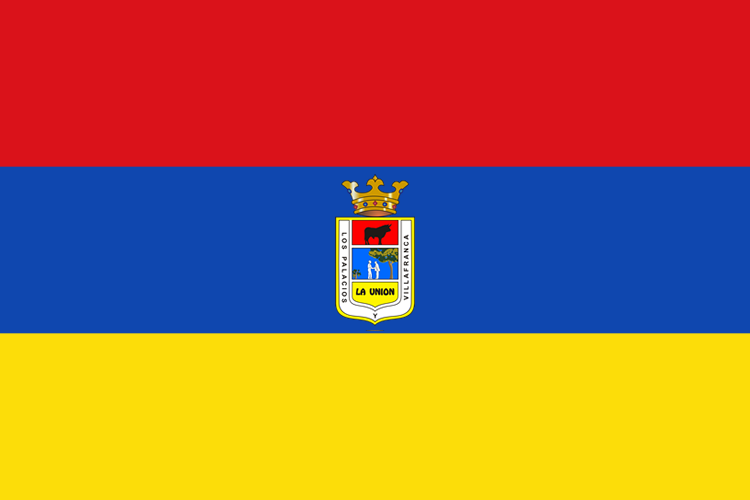
Los Palacios y Villafranca
Lucena
Mairena del Alcor
Mairena del Aljarafe
Málaga (Details)
Mancha Real
Manilva
Maracena
Marbella
Marchena
Martos
Medina-Sidonia
Mijas
Moguer
Montilla
Morón de la Frontera
Motril
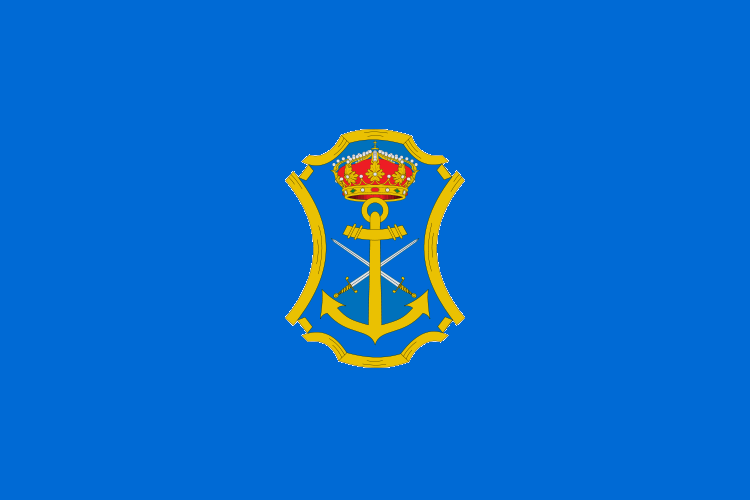
Nerja
Níjar
Ogíjares
Osuna
Palma del Río
Peligros
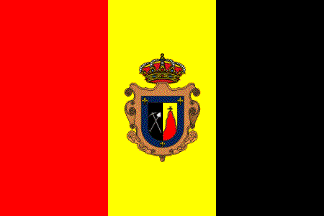
Peñarroya-Pueblonuevo
Pilas
Pinos Puente
Pozoblanco
Priego de Córdoba
Punta Umbría
Puerto Real
Puente Genil
Rincón de la Victoria
Ronda
Roquetas de Mar
Rota
Rute
Salobreña
San Fernando
San Juan de Aznalfarache
San Roque
Santa Fe
Sanlúcar de Barrameda
Sanlúcar la Mayor
Sevilla
Tarifa
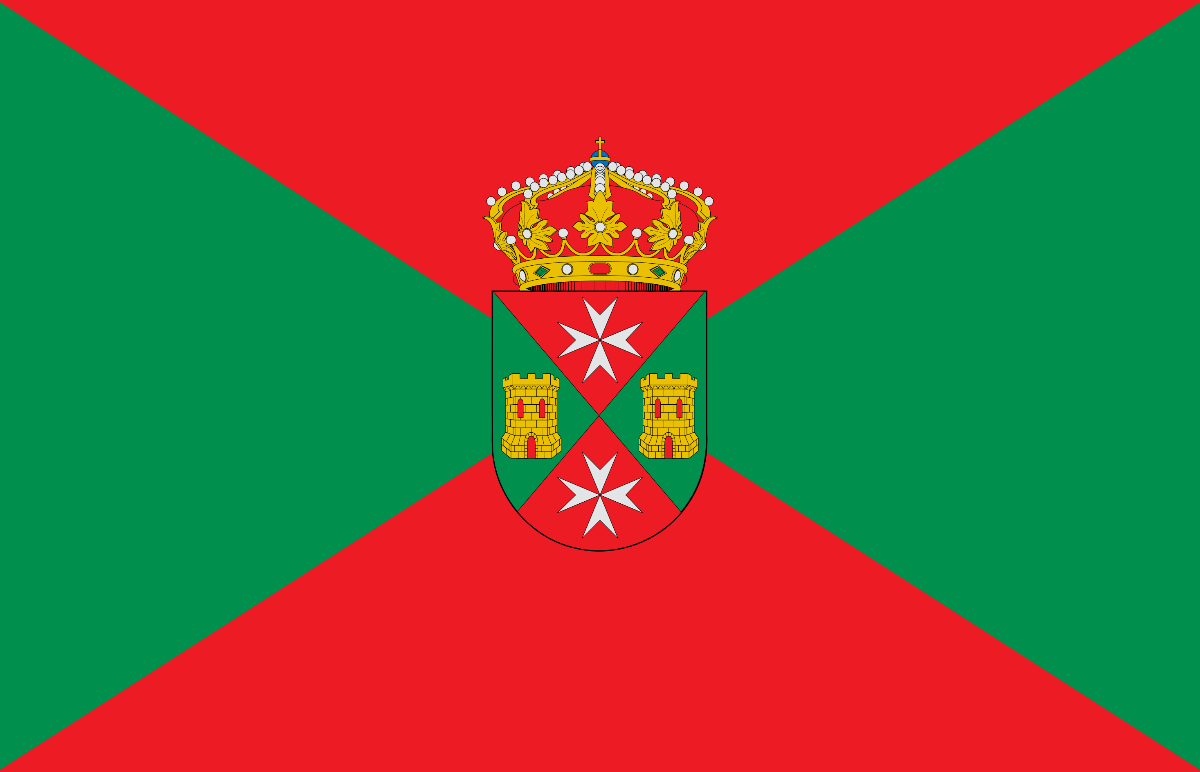
Tomares
Torre del Campo
Torredonjimeno
Torremolinos
Torrox
Úbeda
Ubrique
Utrera
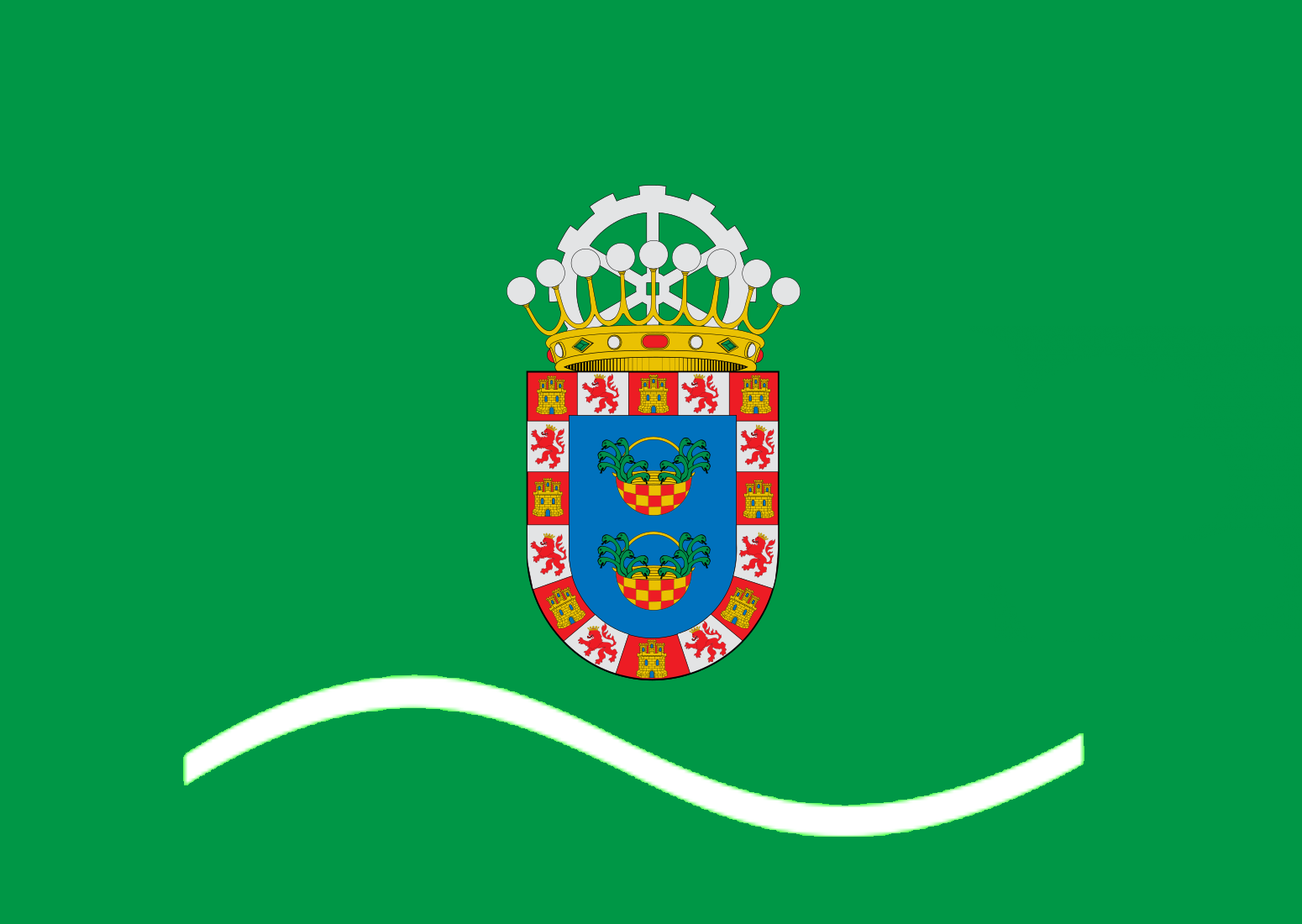
Valverde del Camino
Vejer de la Frontera
Vélez-Málaga
Vera
Vícar
Villacarrillo
Villamartín

## Aragón

Alcañiz
Barbastro
Calatayud
Ejea de los Caballeros
Fraga
Huesca
Jaca
Monzón
Tarazona
Teruel
Utebo
Zaragoza

## Asturië

Aller
Avilés
Cangas del Narcea
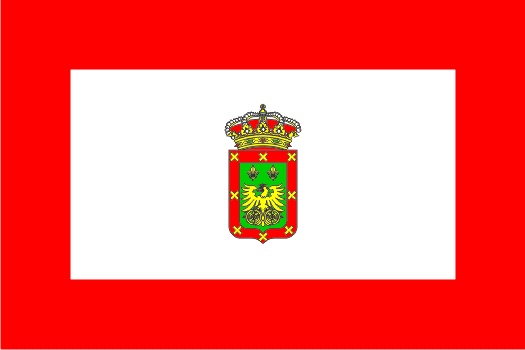
Carreño
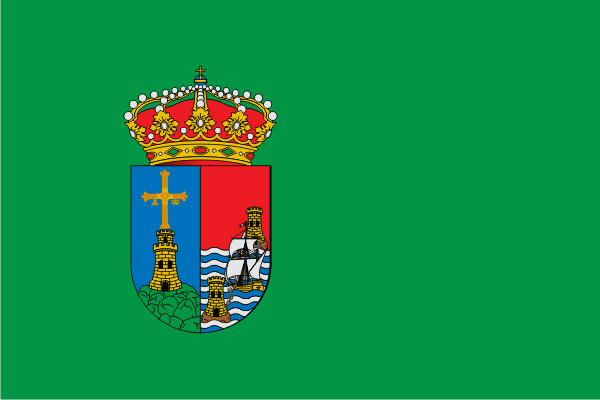
Castrillón
Corvera de Asturias
Gijón
Gozón
Grado
Langreo
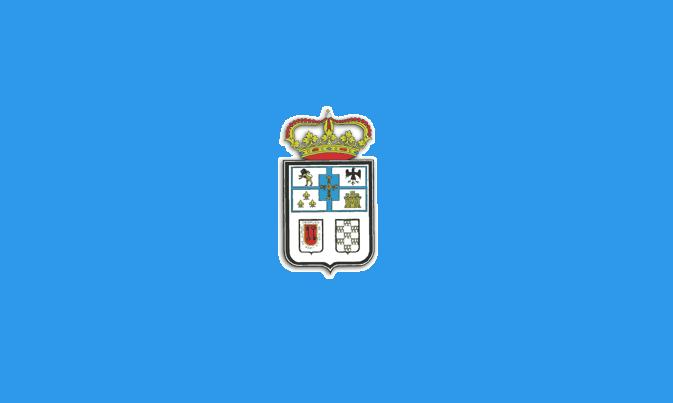
Laviana
Lena
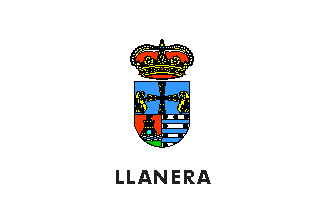
Llanera
Llanes
Mieres
Oviedo
San Martín del Rey Aurelio
Siero
Tineo
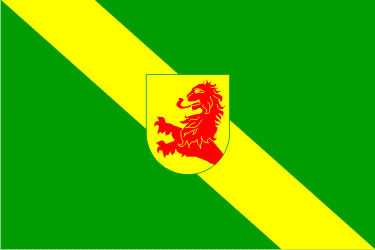
Valdés
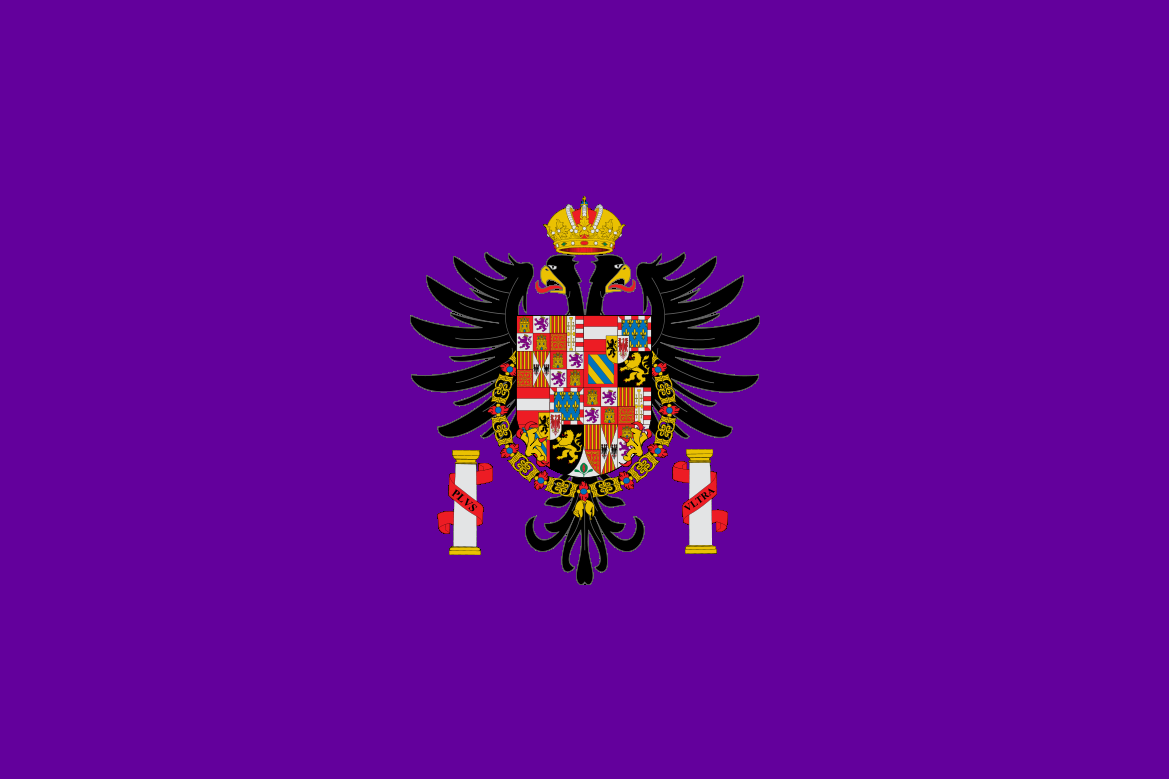
Villaviciosa

## Balearen

Alcúdia
Andratx
Calvià
Capdepera
Ciutadella de Menorca
Felanitx
Formentera (Details)
Ibiza-stad
Inca
Llucmajor
Manacor
Marratxí
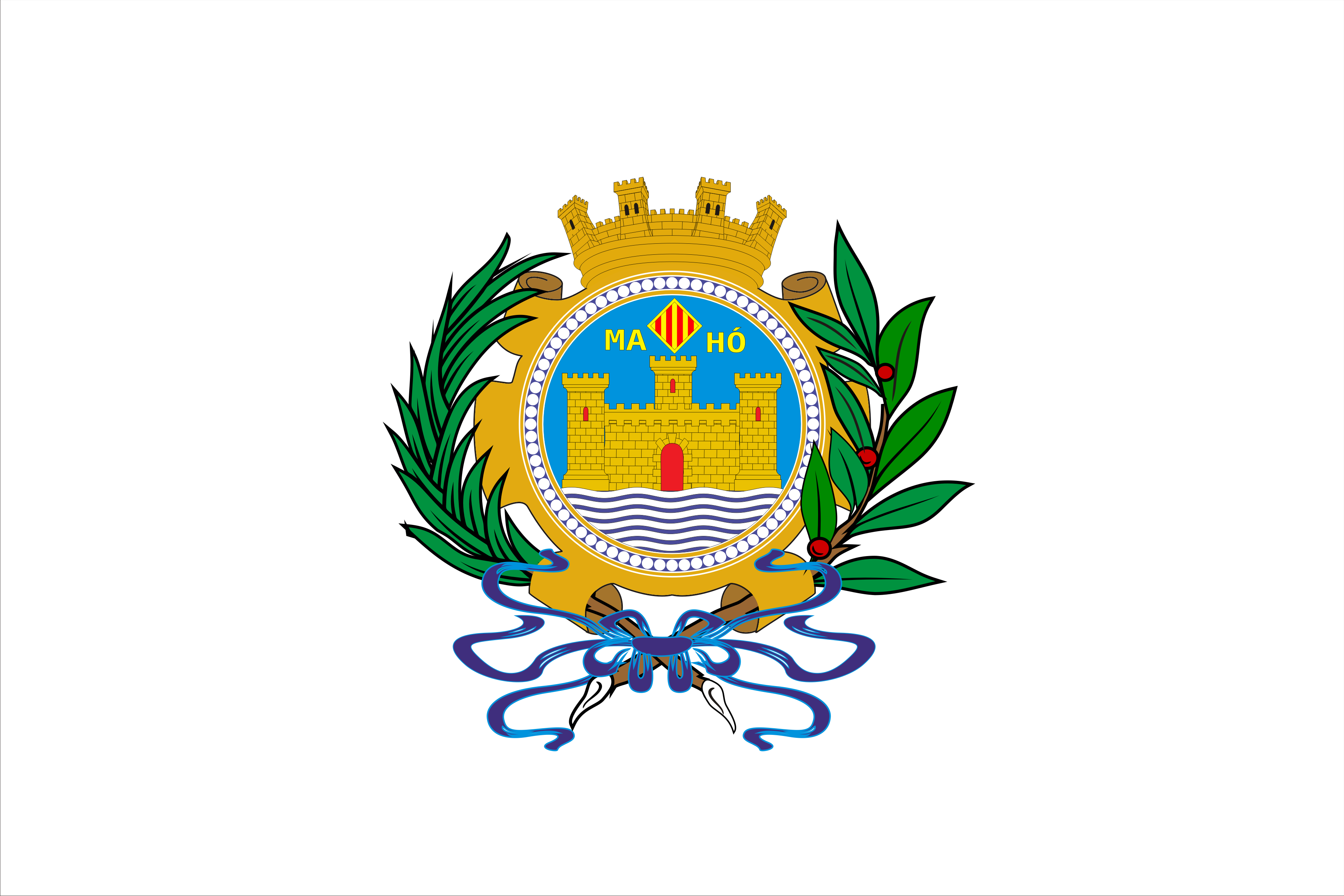
Maó
Palma
Pollença
Sa Pobla
Sant Antoni de Portmany
Sant Josep de sa Talaia
Santa Eulària des Riu
Santa Margalida
Santanyí
Sóller
Son Servera

## Baskenland

Amorebieta-Etxano
Amurrio
Andoain
Arrasate
Arrigorriaga
Azkoitia
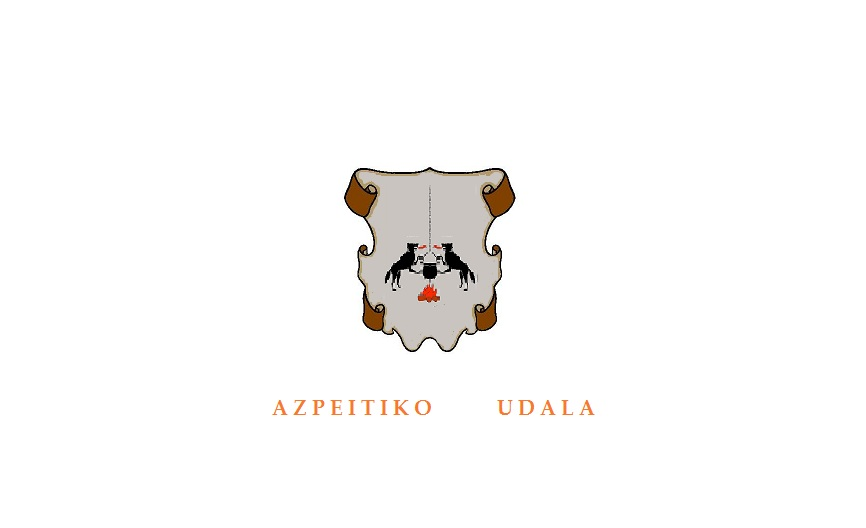
Azpeitia
Barakaldo
Basauri
Beasain
Bergara
Bermeo
Bilbao
Durango
Eibar
Elgoibar
Erandio
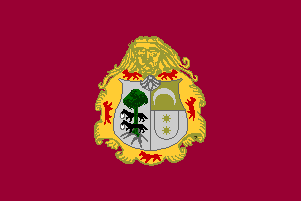
Ermua
Errenteria
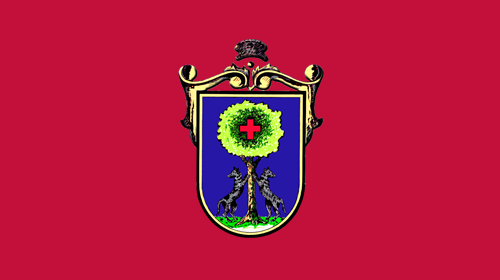
Etxebarri
Galdakao
Gernika-Lumo
Getxo
Hernani
Hondarribia
Irun
Lasarte-Oria
Leioa
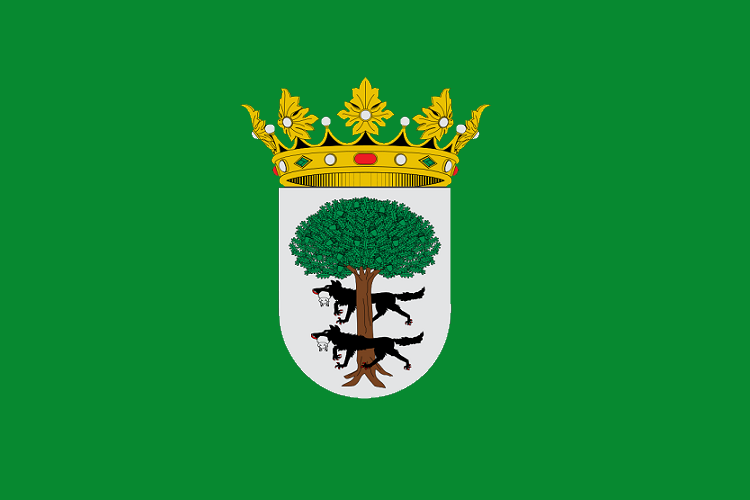
Llodio
Mungia
Oiartzun
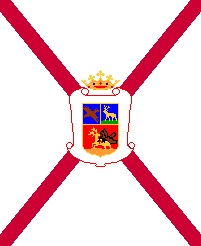
Oñati
Pasaia
Portugalete
San Sebastián
Santurtzi
Sestao
Sopelana
Tolosa
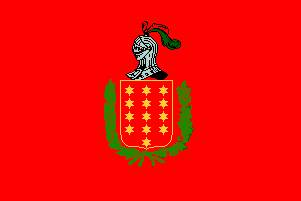
Trapagaran
Vitoria-Gasteiz
Zarautz
Zumarraga

## Canarische Eilanden

Adeje
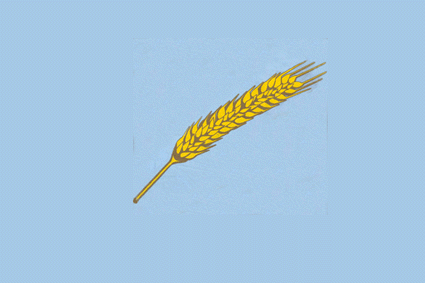
Agüimes
Antigua
Arona
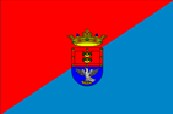
Arrecife
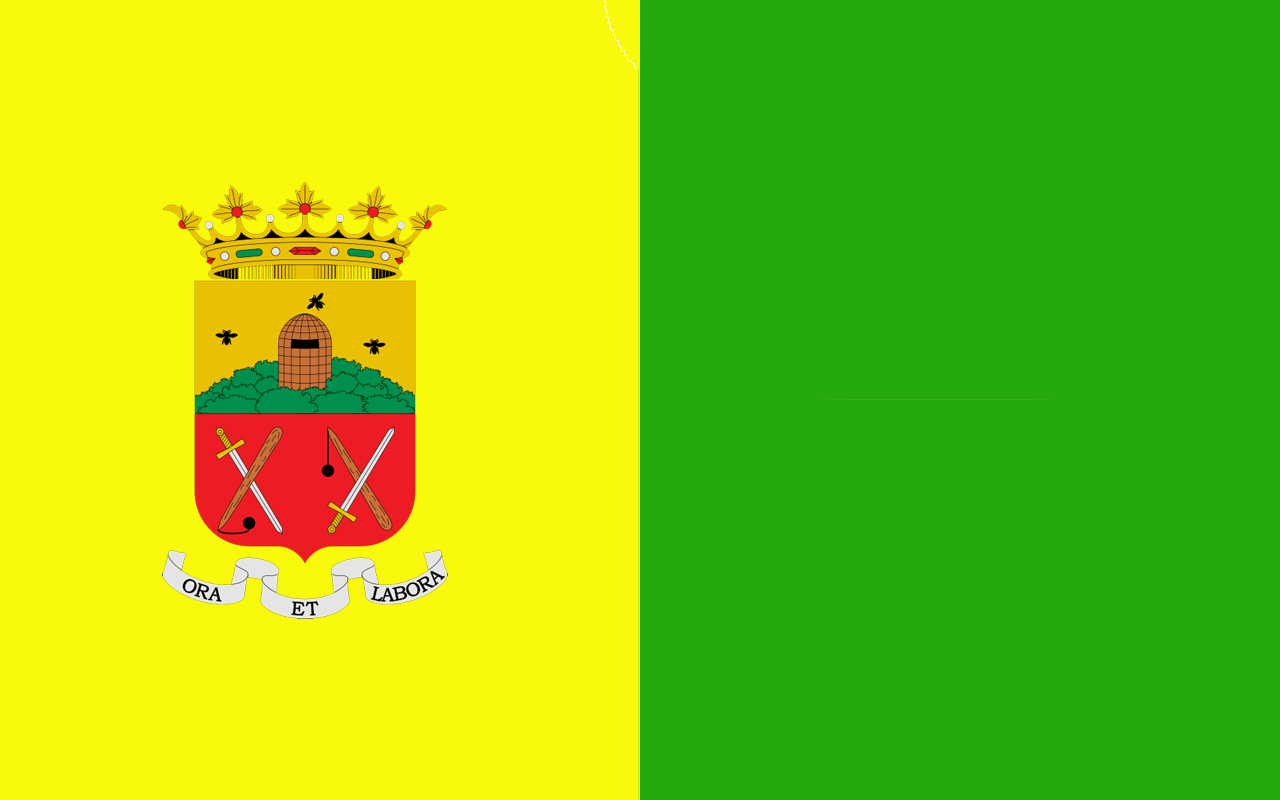
Arucas
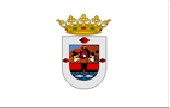
Candelaria
El Rosario
Gáldar
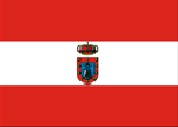
Granadilla de Abona
Guía de Isora
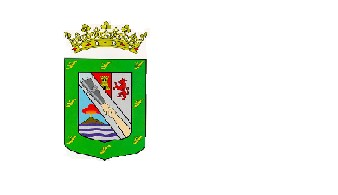
Güímar
Icod de los Vinos
Ingenio
La Oliva
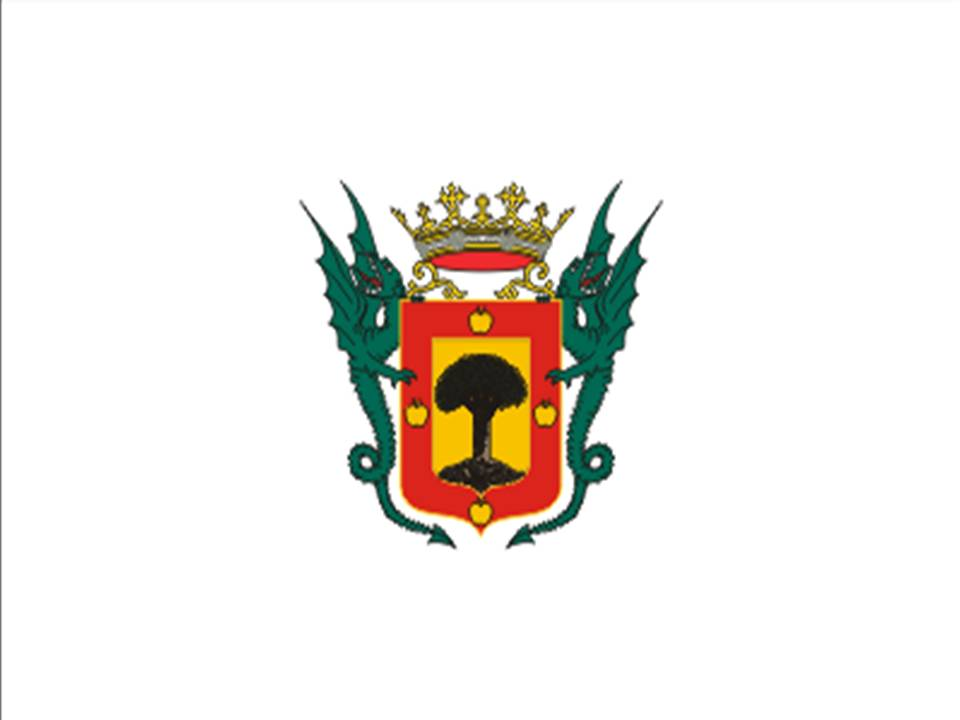
La Orotava
Las Palmas de Gran Canaria
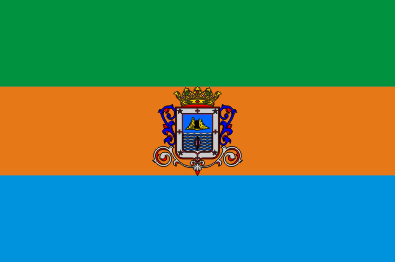
Los Llanos de Aridane
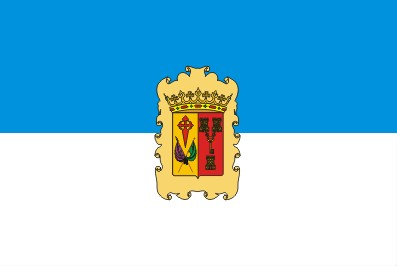
Los Realejos
Mogán
Pájara
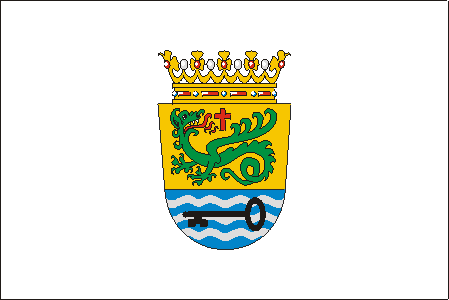
Puerto de la Cruz
Puerto del Rosario
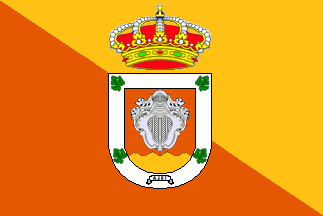
San Bartolomé
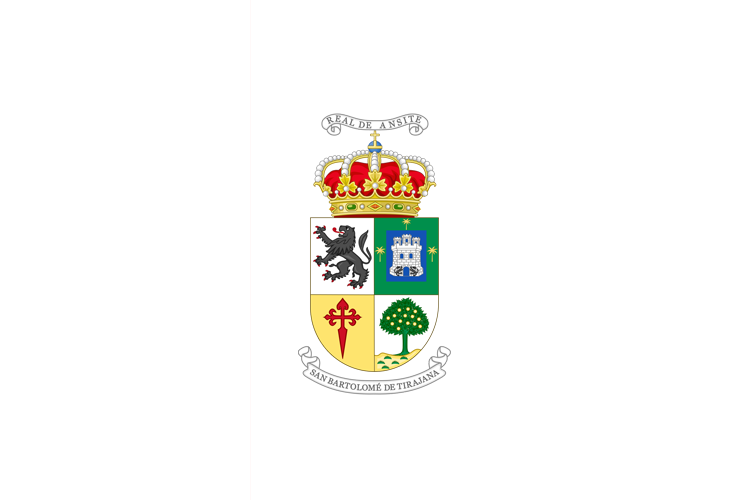
San Bartolomé de Tirajana
San Cristóbal de La Laguna
San Miguel de Abona
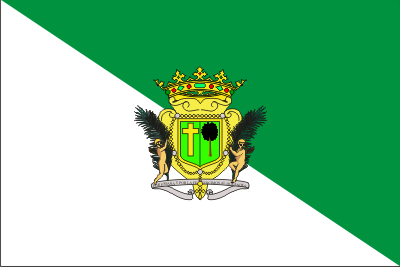
Santa Brígida
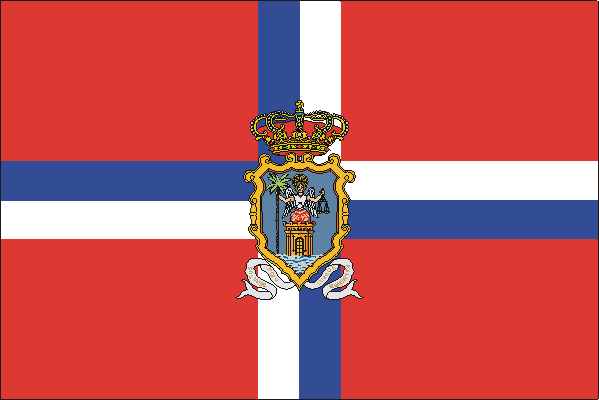
Santa Cruz de La Palma
Santa Cruz de Tenerife
Santa Lucía de Tirajana
Santa María de Guía de Gran Canaria
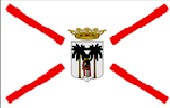
Santa Úrsula
Santiago del Teide
Tacoronte
Tegueste
Teguise
Telde
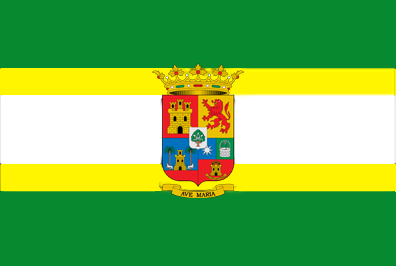
Teror
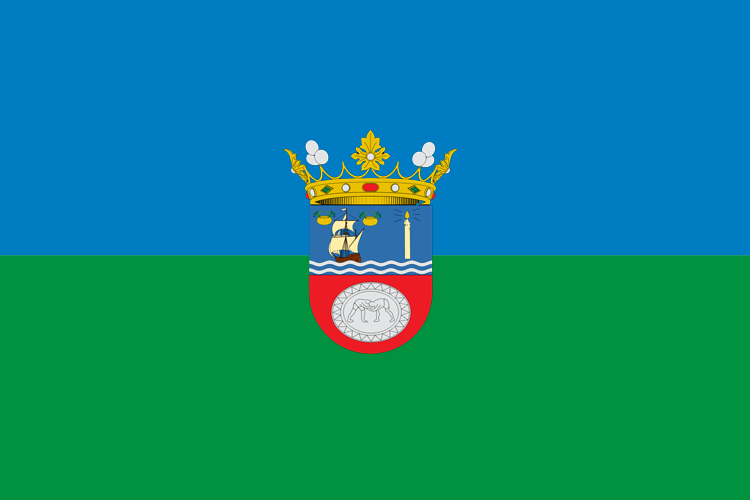
Tías
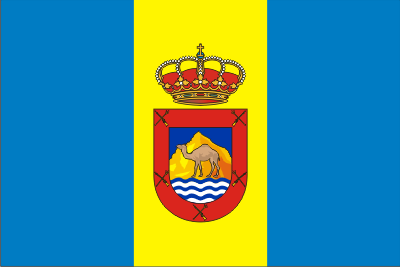
Tuineje
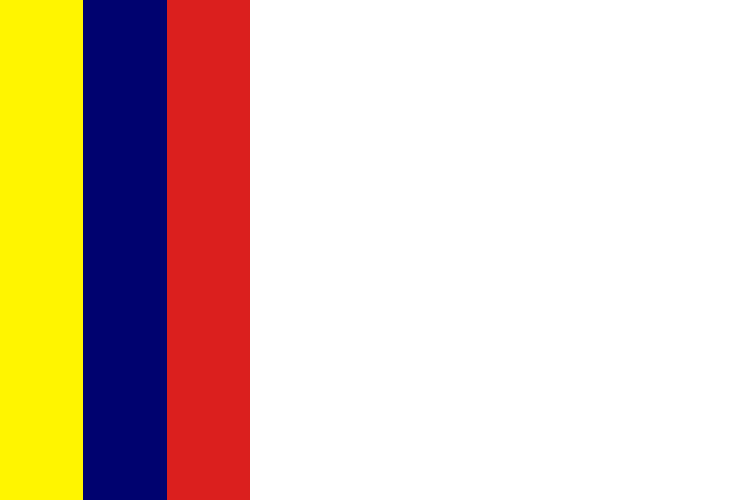
Yaiza

## Cantabrië

Camargo
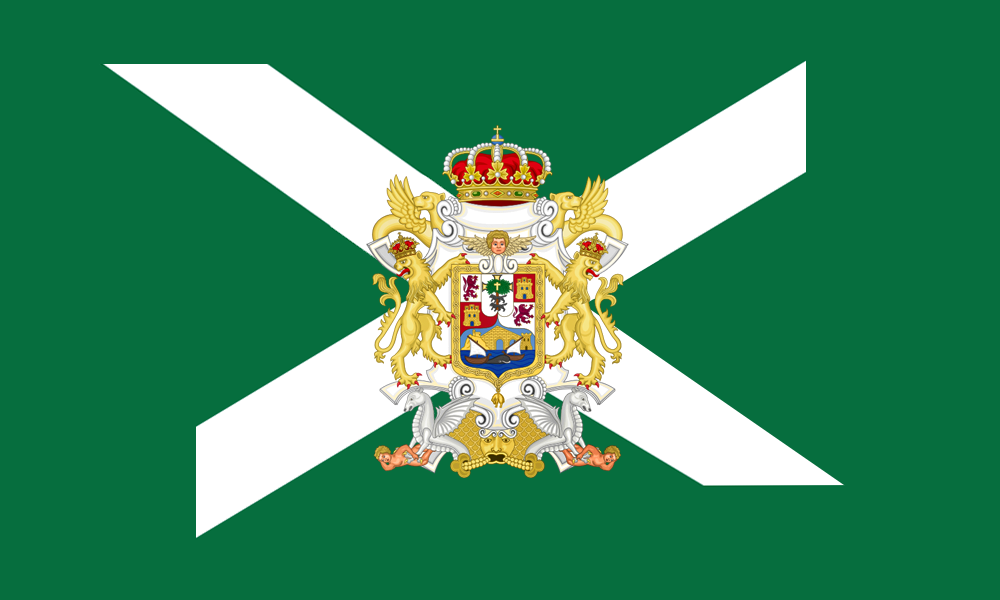
Castro Urdiales
El Astillero
Los Corrales de Buelna
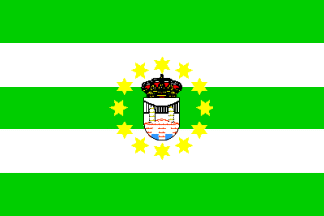
Piélagos
Laredo
Reinosa
Santa Cruz de Bezana
Santander
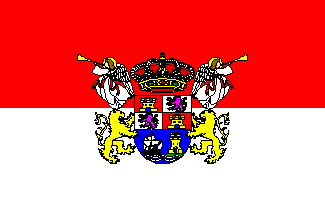
Santoña
Torrelavega

## Castilië en León

Aranda de Duero
Astorga
Ávila
Béjar
Bembibre
Benavente
Burgos
Ciudad Rodrigo
La Bañeza
Laguna de Duero
León
Medina del Campo
Miranda de Ebro
Palencia
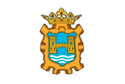
Ponferrada
Salamanca
San Andrés del Rabanedo
Santa Marta de Tormes
Segovia
Soria
Valladolid
Villablino
Zamora (Details)

## Castilië-La Mancha

Albacete
Alcázar de San Juan
Almansa
Azuqueca de Henares
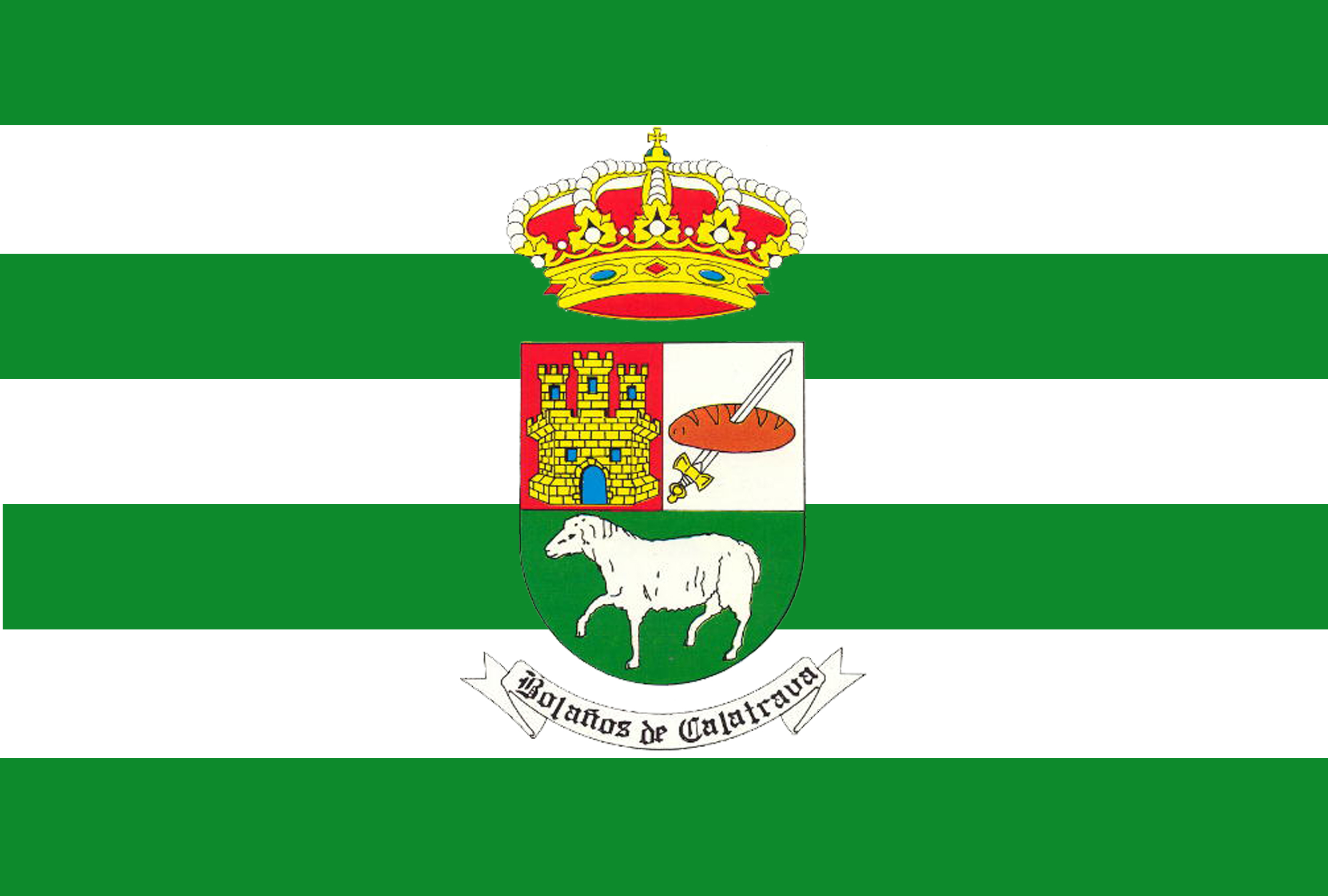
Bolaños de Calatrava
Campo de Criptana
Caudete
Ciudad Real
Consuegra
Cuenca
Daimiel
Guadalajara
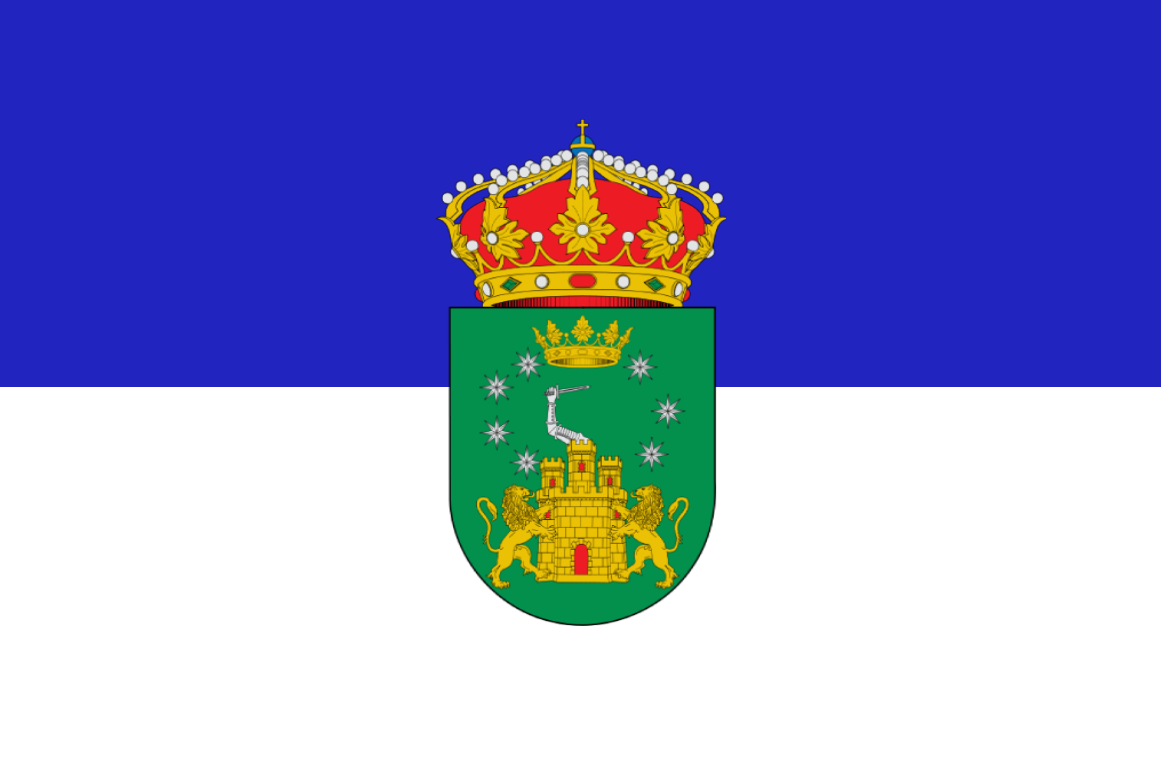
Hellín
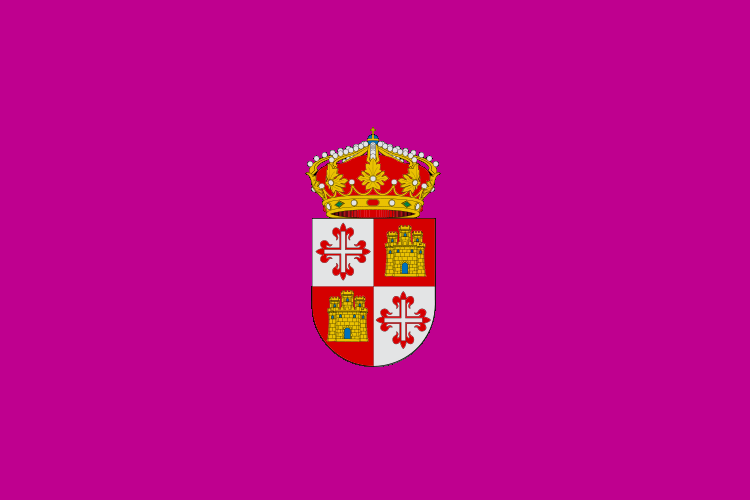
Illescas
La Roda
La Solana
Madridejos
Manzanares
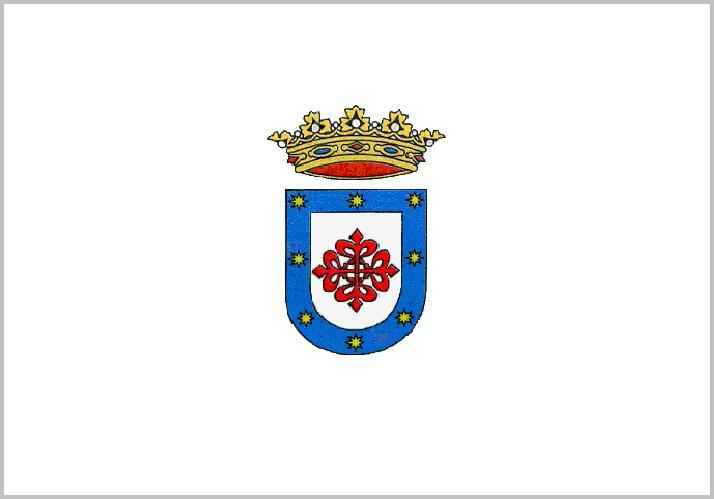
Miguelturra
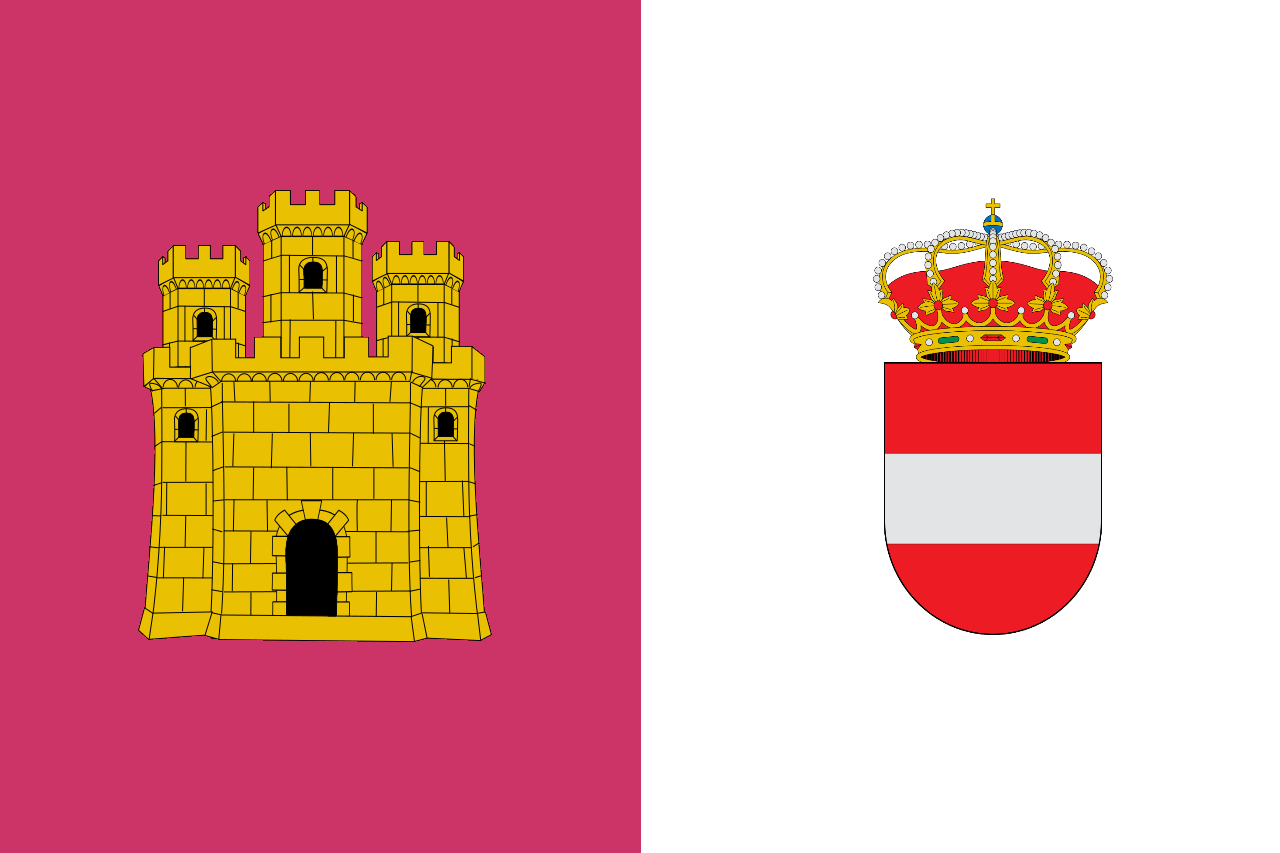
Puertollano
Socuéllamos
Sonseca
Talavera de la Reina
Tarancón
Toledo
Tomelloso
Torrijos
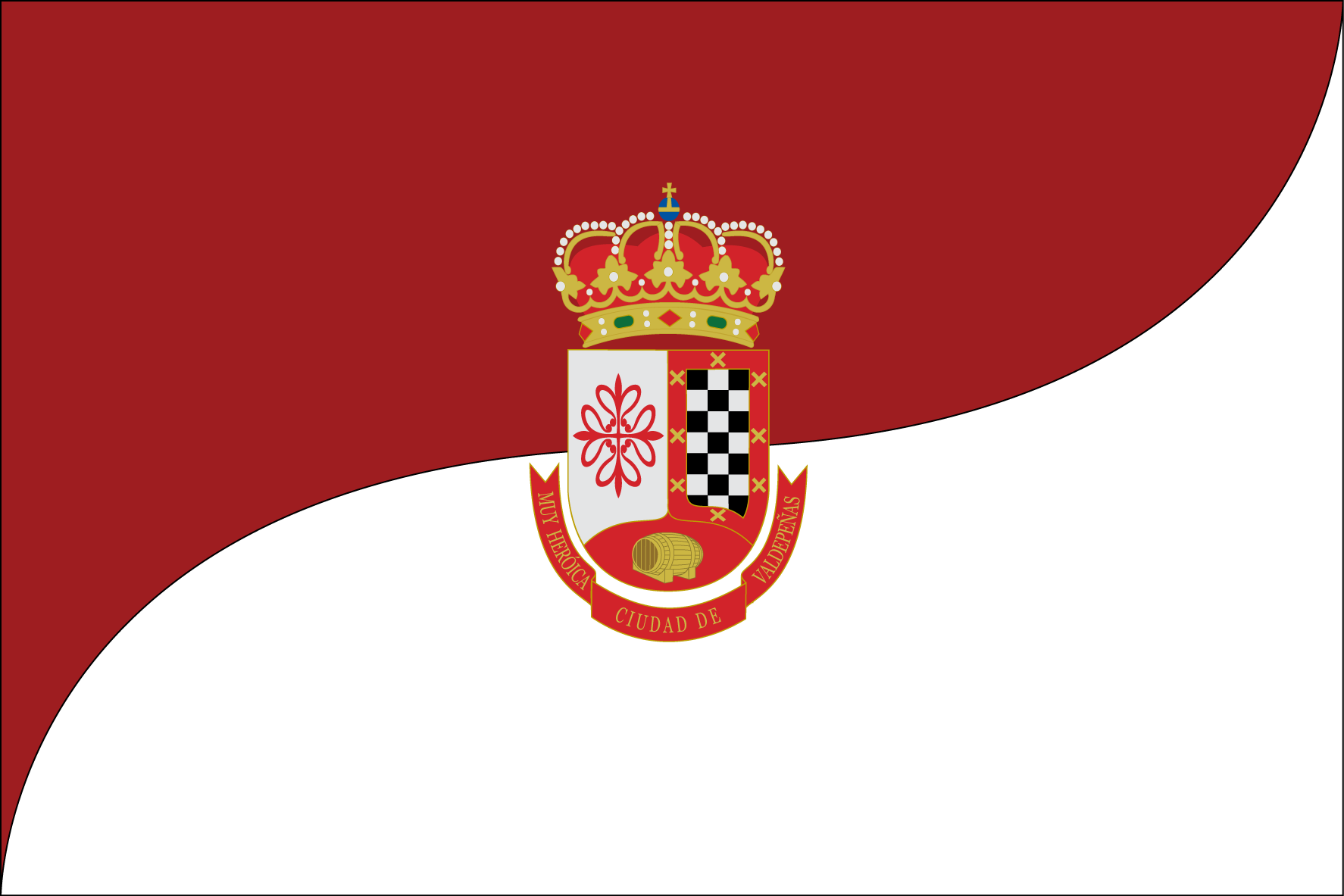
Valdepeñas
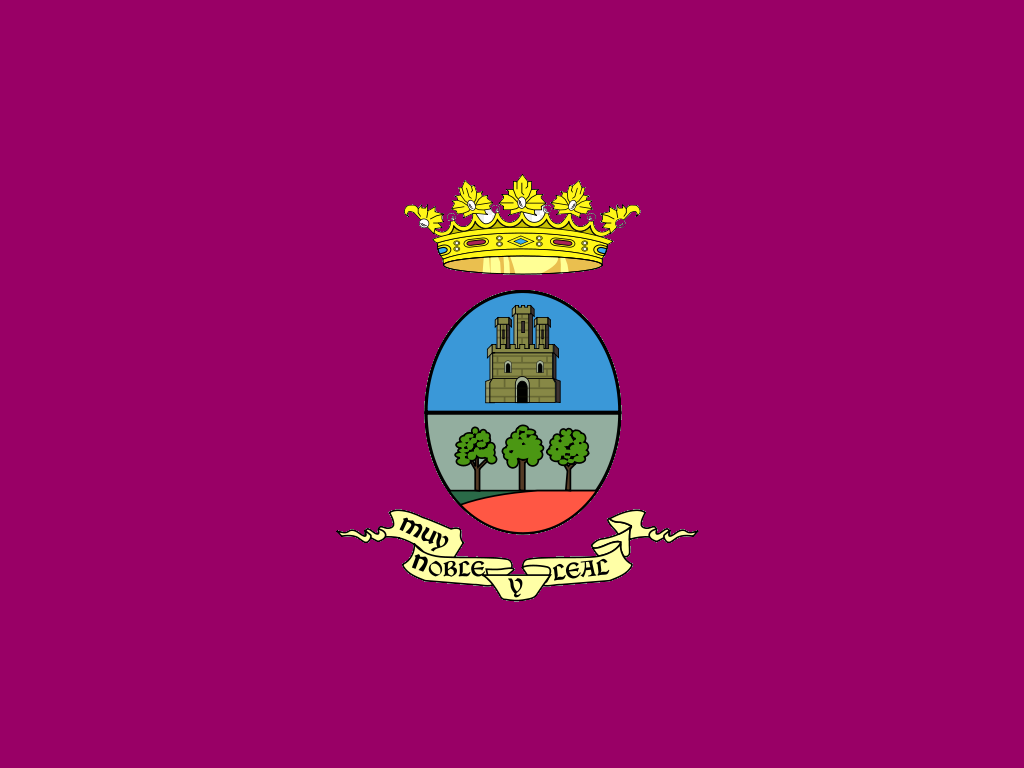
Villarrobledo

## Catalonië

Abrera
Amposta
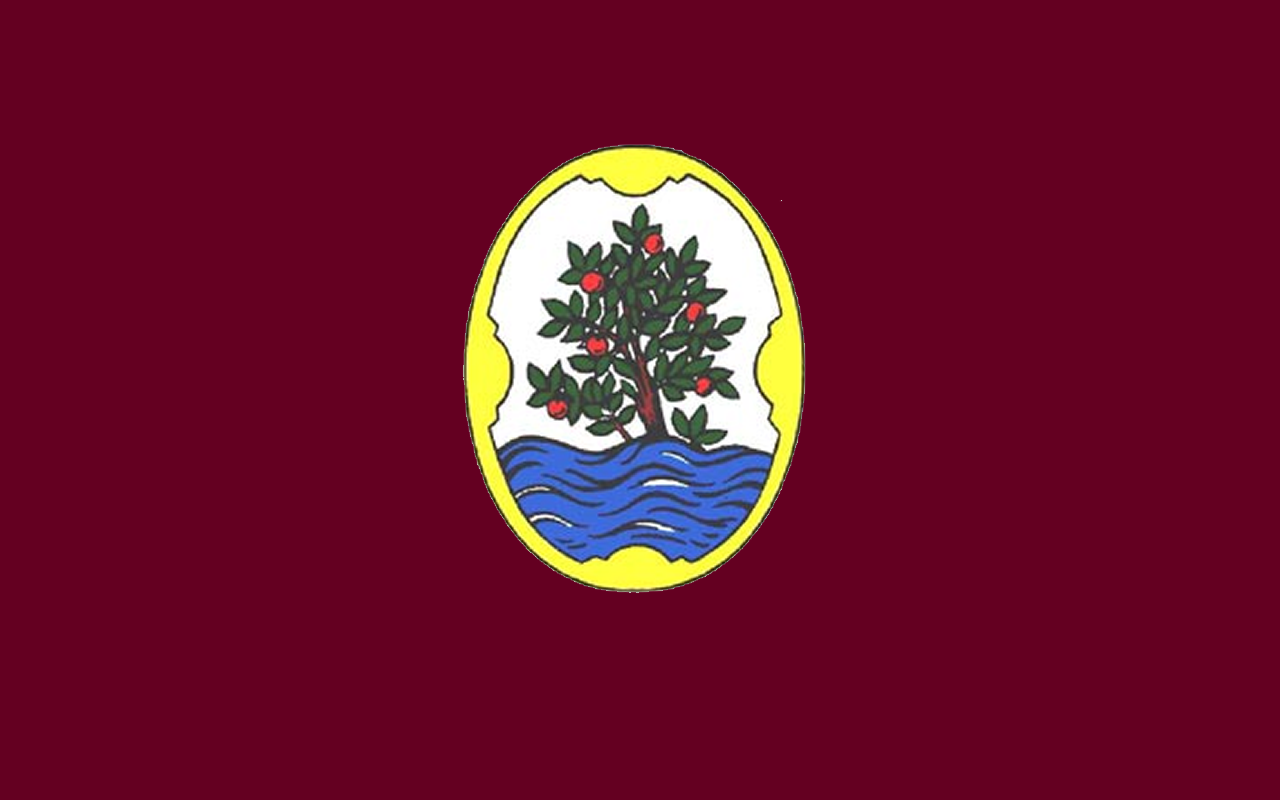
Arenys de Mar
Argentona
Badalona
Badia del Vallès
Balaguer
Banyoles
Barberà del Vallès
Barcelona (Details)
Berga
Blanes
Calafell
Caldes de Montbui
Calella
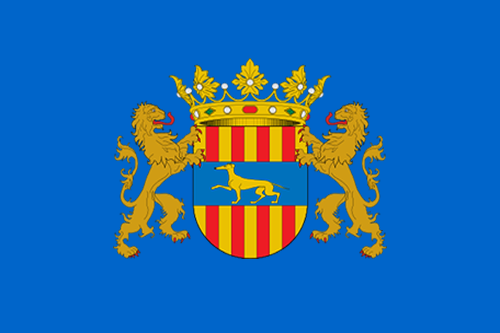
Cambrils
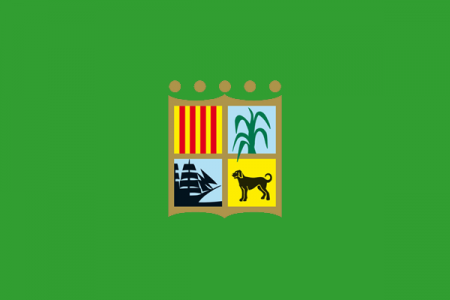
Canet de Mar
Canovelles
Cardedeu
Castellar del Vallès
Castellbisbal
Castelldefels
Cerdanyola del Vallès
Corbera de Llobregat
Cornellà de Llobregat
Cubelles
Deltebre
El Masnou
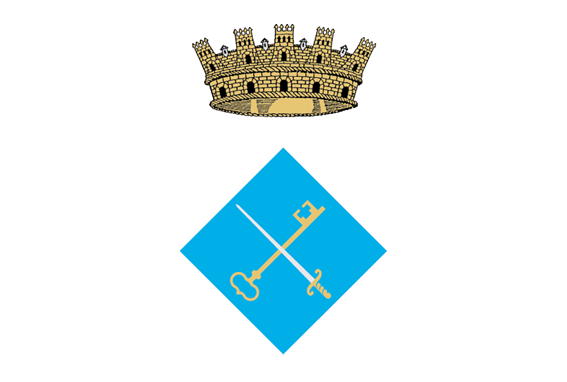
El Prat de Llobregat
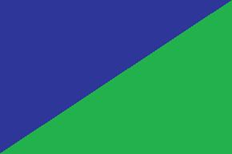
El Vendrell
Esparreguera
Esplugues de Llobregat
Figueres
Gavà
Girona
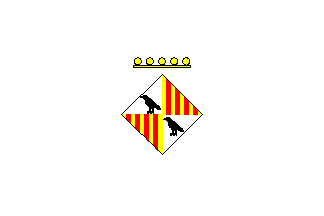
Granollers
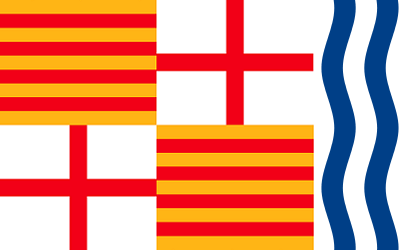
Igualada
L'Hospitalet de Llobregat
La Garriga
La Llagosta
La Ràpita
La Roca del Vallès
La Seu d'Urgell
Les Franqueses del Vallès
Lleida
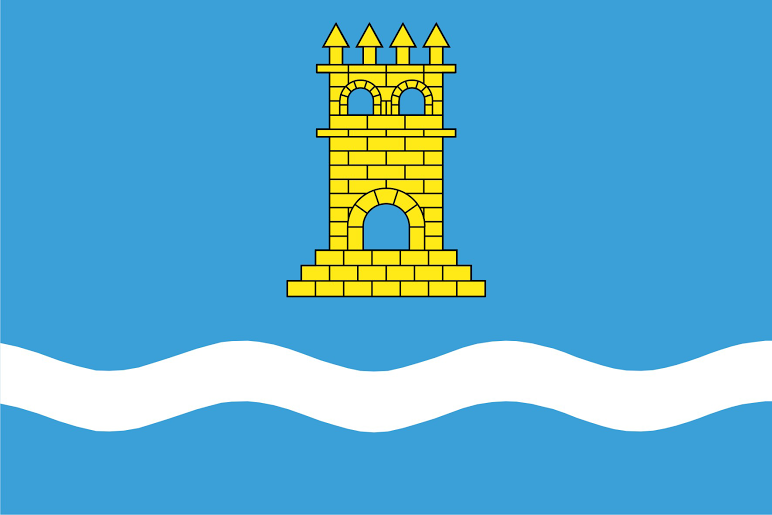
Lliçà d'Amunt
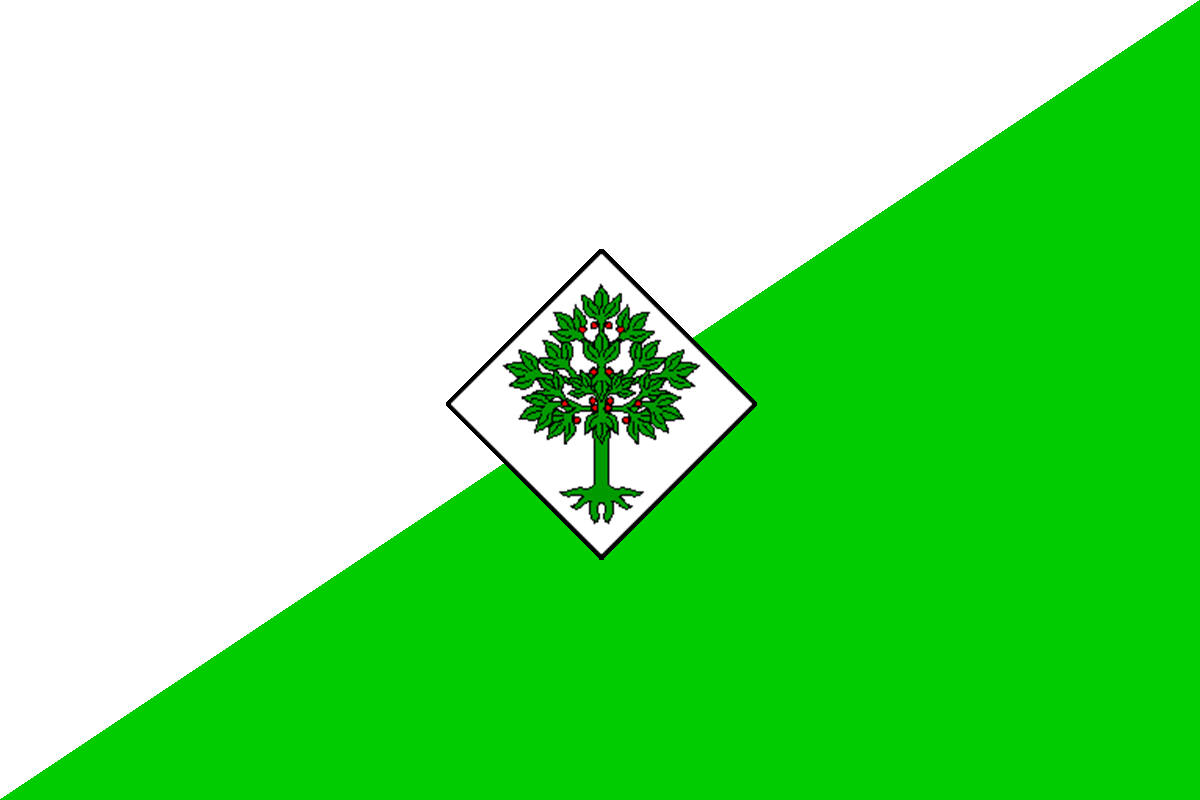
Lloret de Mar
Malgrat de Mar
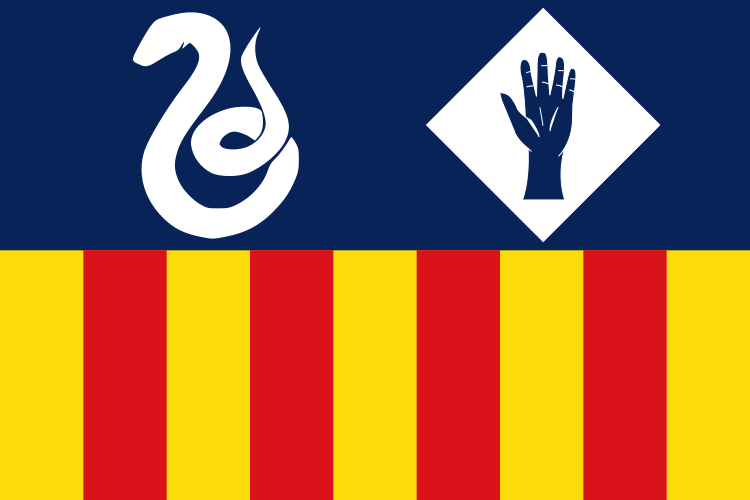
Manlleu
Manresa
Mataró
Martorell
Mollerussa
Molins de Rei
Mollet del Vallès
Montcada i Reixac
Montgat
Montornès del Vallès
Olesa de Montserrat
Olot
Palafrugell
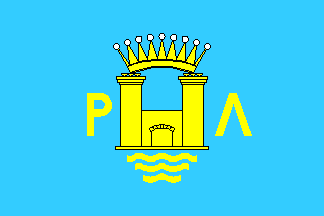
Palamós
Palau-solità i Plegamans
Pallejà
Parets del Vallès
Piera
Pineda de Mar
Premià de Dalt
Premià de Mar
Reus
Ripoll
Ripollet
Roses
Rubí
Sabadell
Salou
Salt
Sant Adrià de Besòs
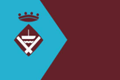
Sant Andreu de la Barca
Sant Andreu de Llavaneres
Sant Boi de Llobregat
Sant Celoni
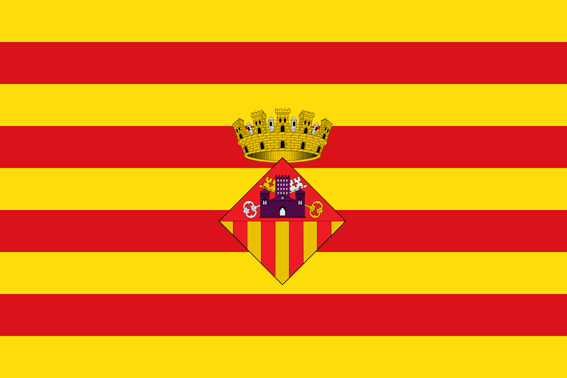
Sant Cugat del Vallès
Sant Feliu de Guíxols
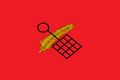
Sant Feliu de Llobregat
Sant Joan de Vilatorrada
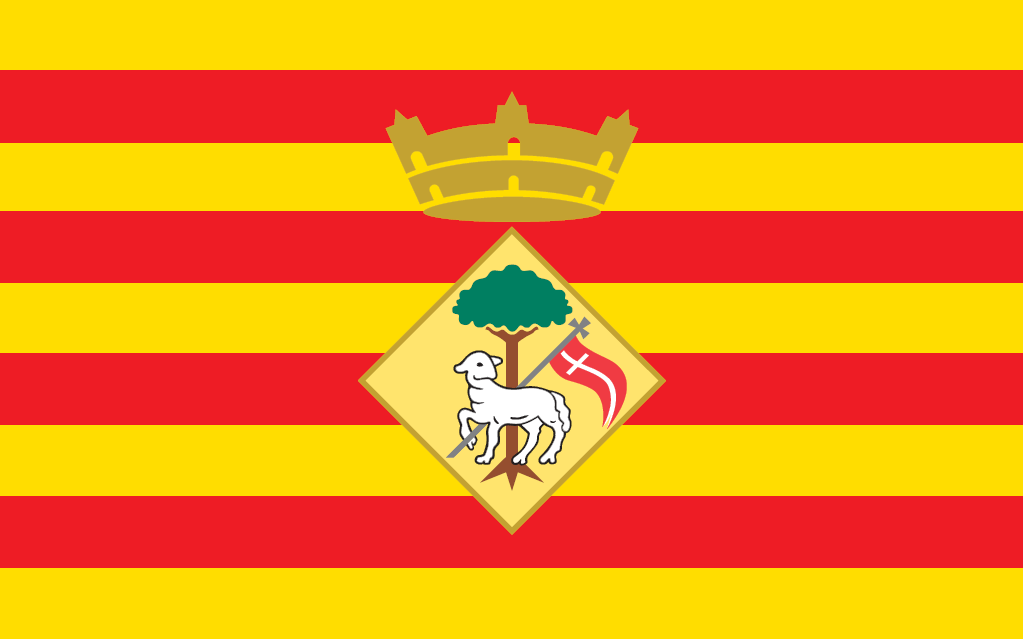
Sant Joan Despí
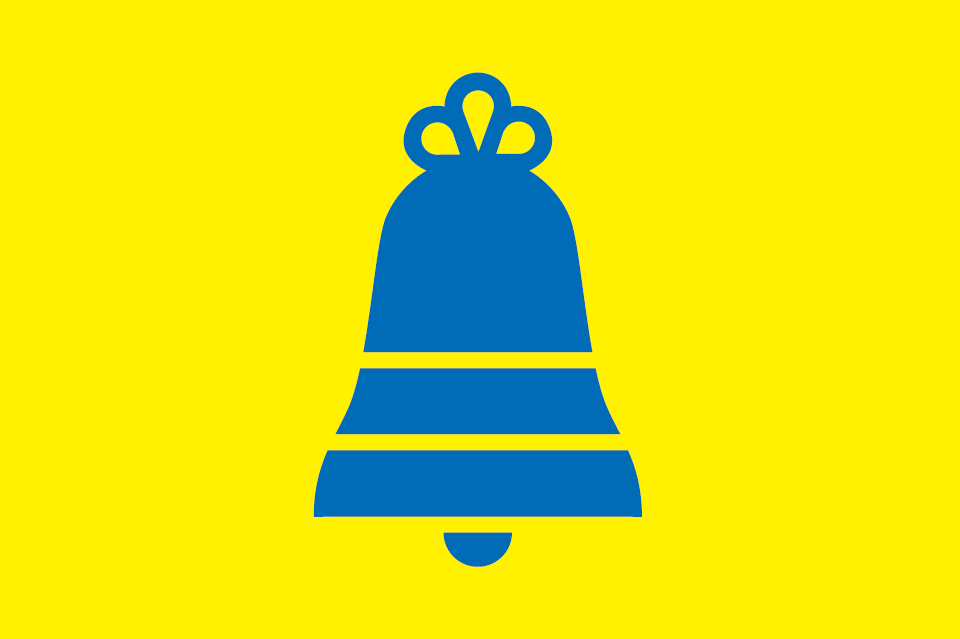
Sant Just Desvern
Sant Pere de Ribes
Sant Quirze del Vallès
Sant Sadurní d'Anoia
Sant Vicenç dels Horts
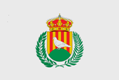
Santa Coloma de Gramenet
Santa Perpètua de Mogoda
Sitges
Tarragona
Tàrrega
Terrassa
Tordera
Torelló
Torredembarra
Tortosa
Vallirana
Valls
Viladecans
Vic
Vila-seca
Vilafranca del Penedès
Vilanova del Camí
Vilanova i la Geltrú
Vilassar de Mar

## Extremadura

Almendralejo
Badajoz
Cáceres
Coria
Don Benito
Mérida
Montijo
Navalmoral de la Mata
Olivenza
Plasencia
Villanueva de la Serena
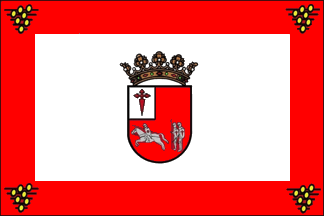
Villafranca de los Barros
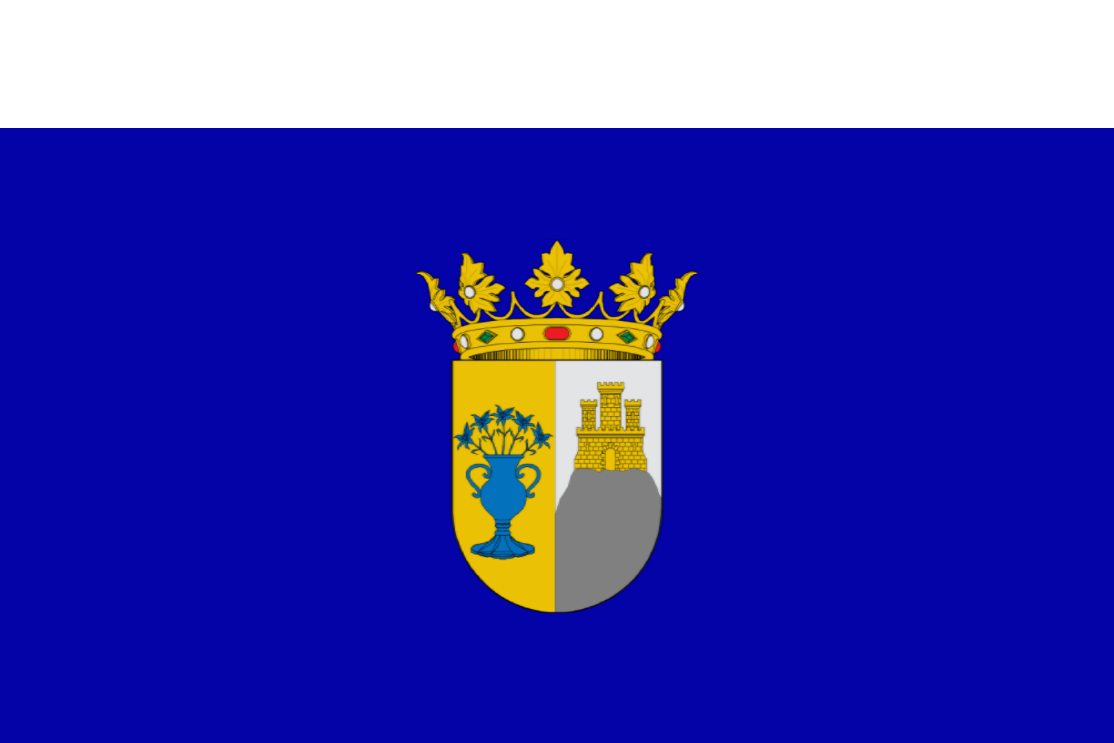
Zafra

## Galicië

A Coruña[1]
A Estrada
A Guarda
A Laracha
Ames
Arteixo
As Pontes de García Rodríguez
Baiona
Barbadás
Betanzos
Boiro
Bueu
Caldas de Reis
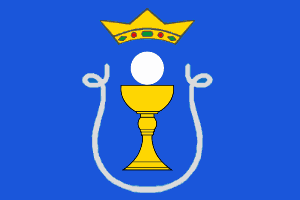
Cambados
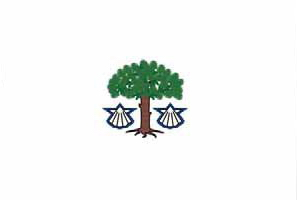
Cambre
Cangas
Carballo
Culleredo
Fene
Ferrol
Gondomar
Lalín
Lugo
Marín
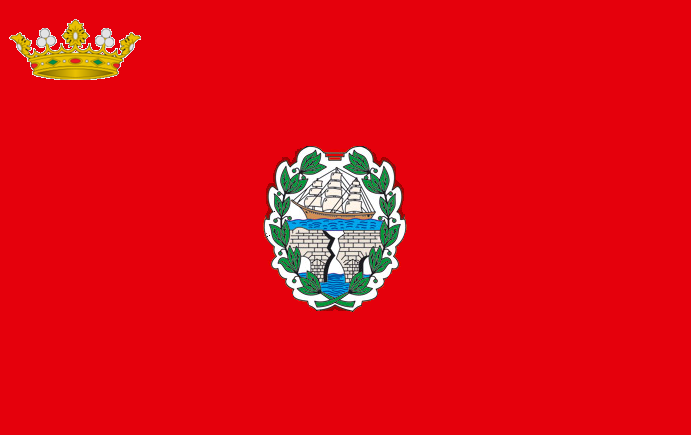
Moaña
Monforte de Lemos
Mos
Narón
Nigrán
Noia
O Barco de Valdeorras
O Carballiño
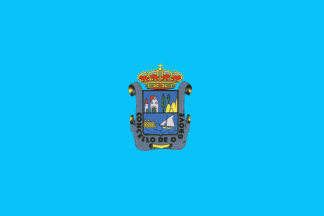
O Grove
O Porriño
Oleiros
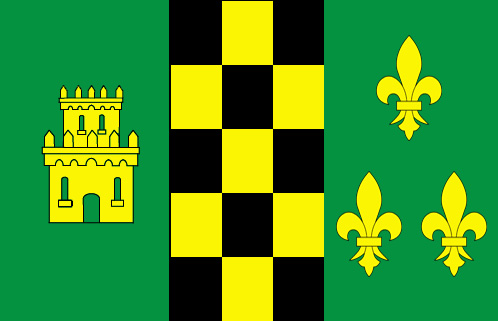
Ordes
Ourense
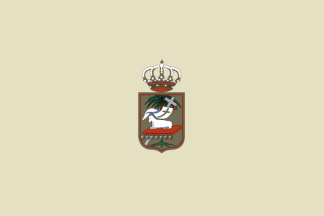
Poio
Ponteareas
Pontevedra
Redondela
Rianxo
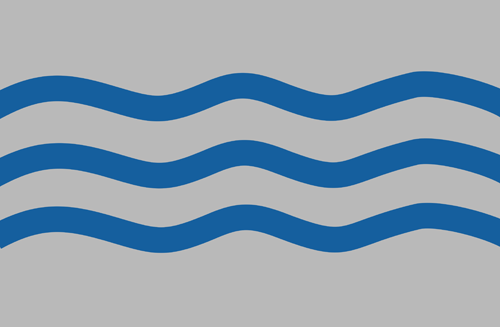
Ribeira
Sada
Santa Comba
Santiago de Compostella
Sarria
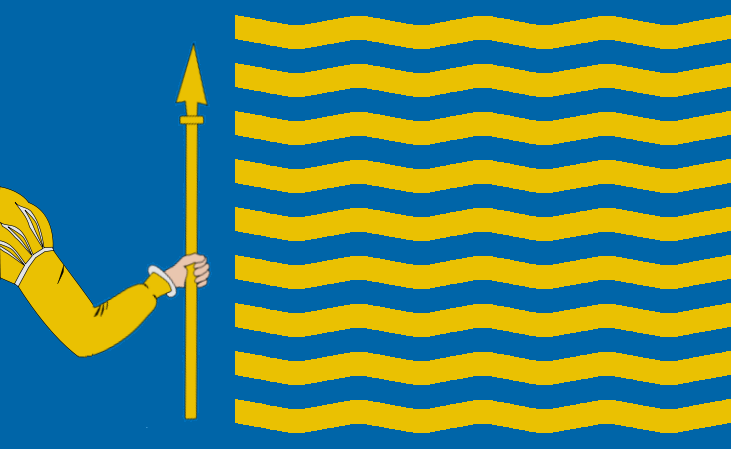
Sanxenxo
Teo
Tomiño
Tui
Verín
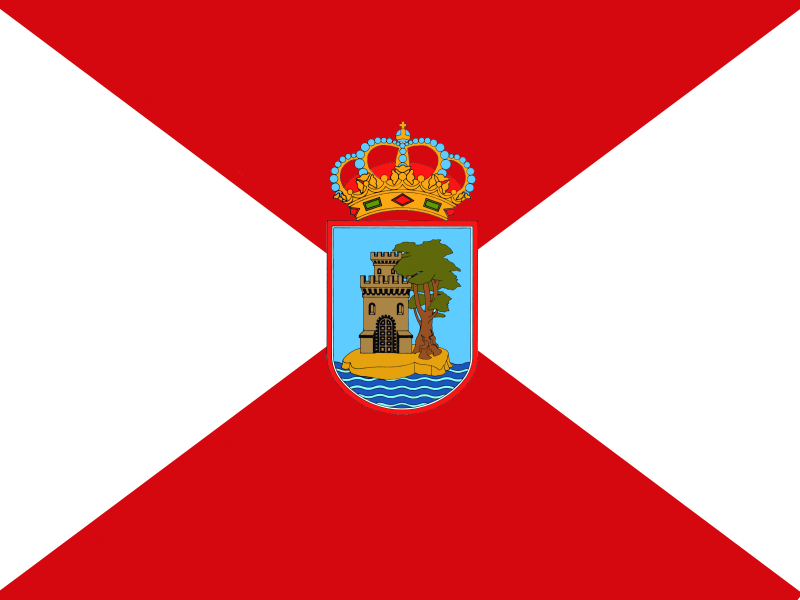
Vigo
Viveiro
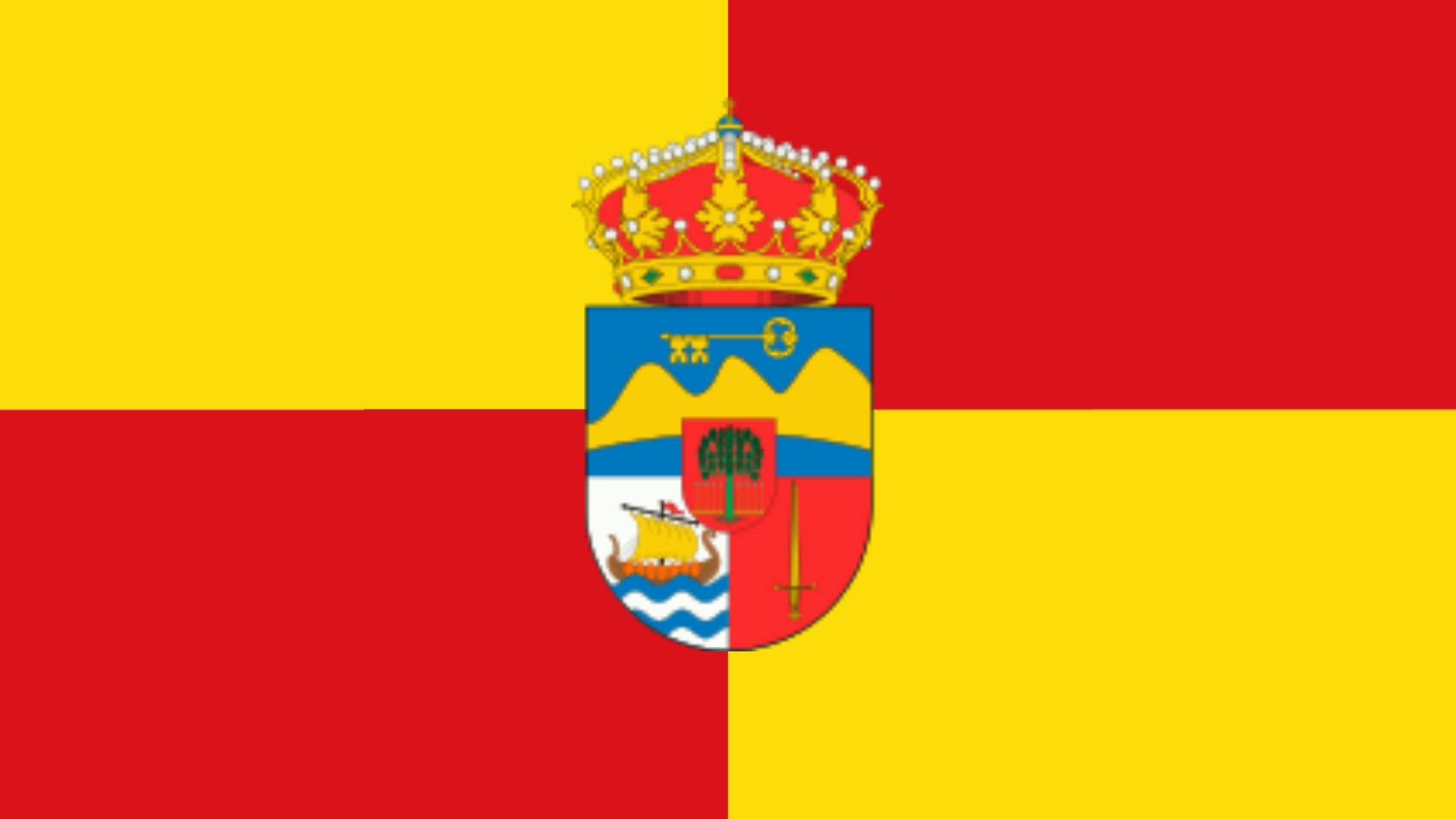
Vilagarcía de Arousa
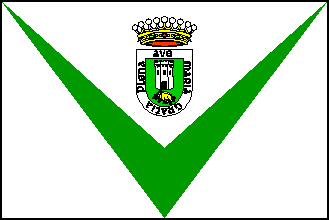
Vilalba
Vilanova de Arousa
Xinzo de Limia

## Madrid

Alcalá de Henares
Alcobendas
Alcorcón
Algete
Aranjuez
Arganda del Rey
Boadilla del Monte
Ciempozuelos
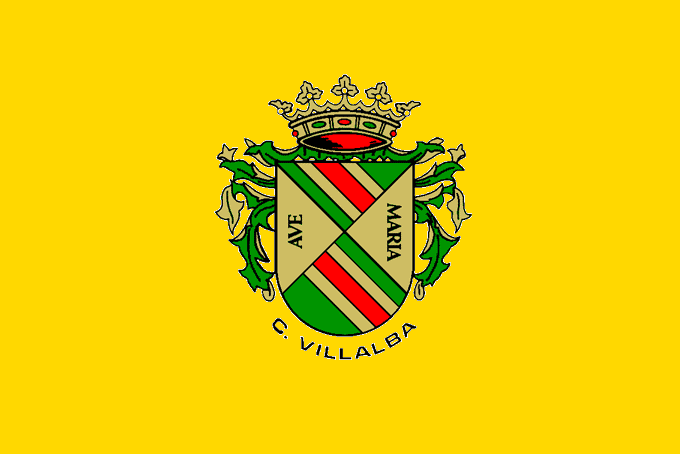
Collado Villalba
Colmenar Viejo
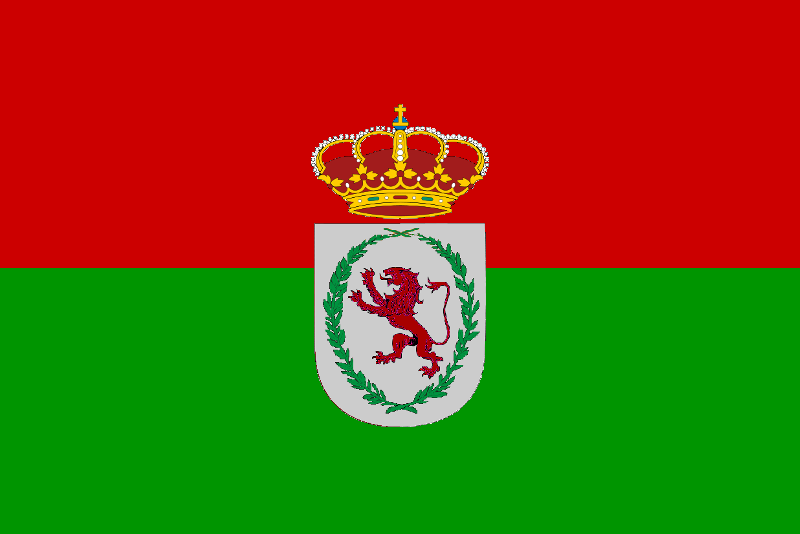
Coslada
El Escorial
Fuenlabrada
Getafe
Galapagar
Guadarrama
Humanes de Madrid
Leganés
Las Rozas de Madrid
Madrid (Details)
Majadahonda
Mejorada del Campo
Móstoles
Navalcarnero
Parla
Pinto
Pozuelo de Alarcón
Rivas-Vaciamadrid
San Fernando de Henares
San Lorenzo de El Escorial
San Martín de la Vega
San Sebastián de los Reyes
Torrejón de Ardoz
Torrelodones
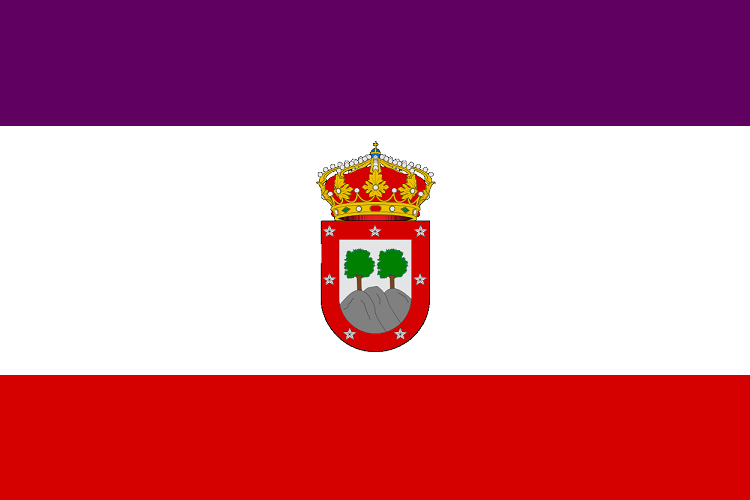
Tres Cantos
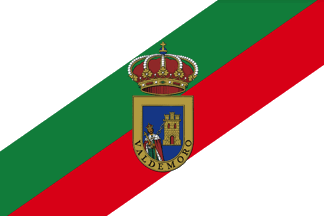
Valdemoro
Villanueva de la Cañada
Villaviciosa de Odón

## Murcia

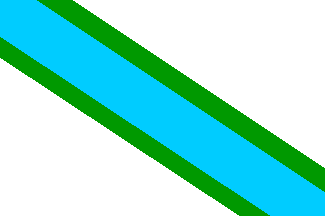
Abarán
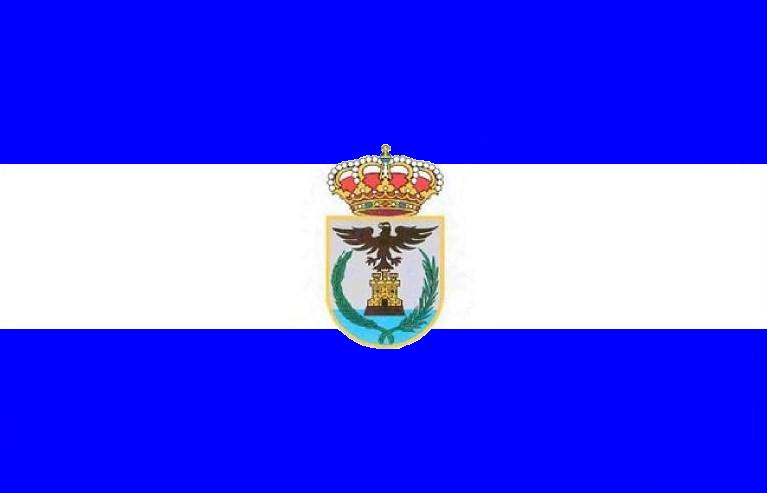
Águilas
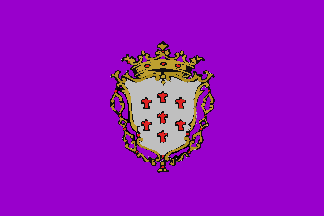
Alcantarilla
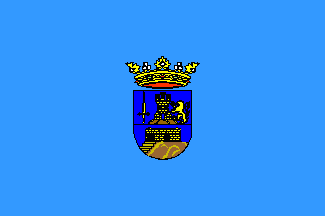
Alhama de Murcia
Archena
Bullas
Beniel
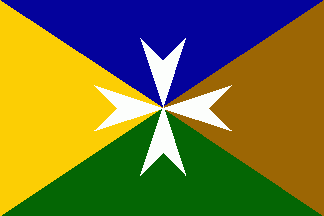
Calasparra
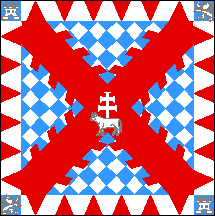
Caravaca de la Cruz
Cartagena
Cehegín
Ceutí
Cieza
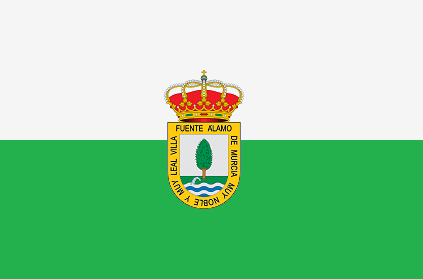
Fuente Álamo de Murcia
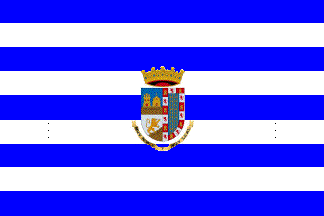
Jumilla
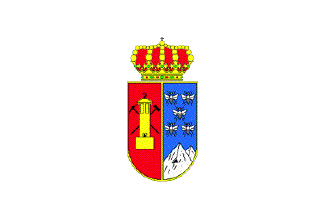
La Unión
Las Torres de Cotillas
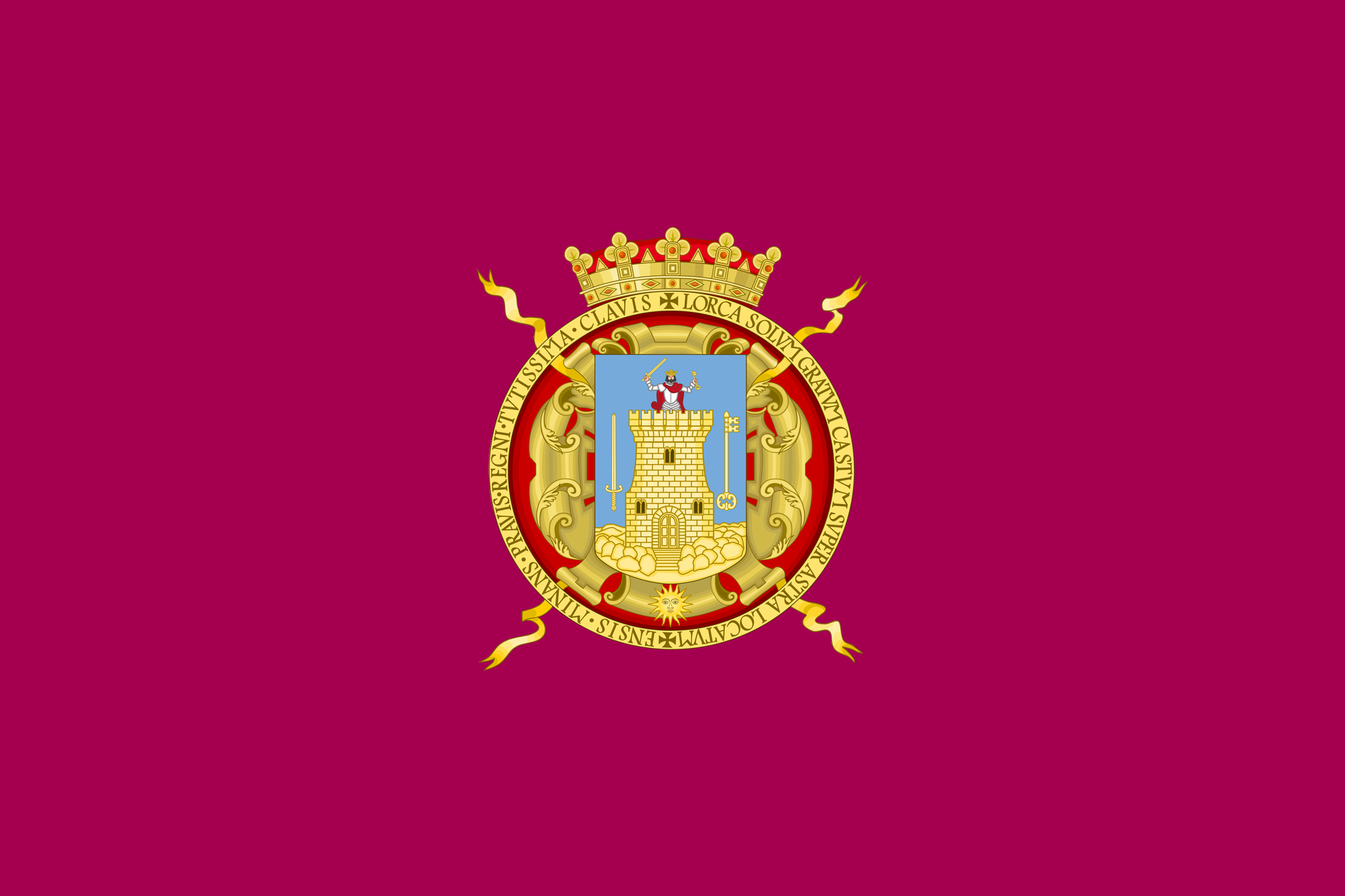
Lorca
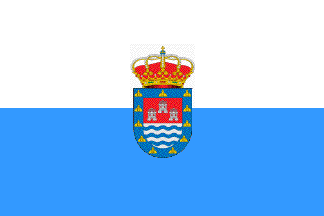
Los Alcázares
Mazarrón
Molina de Segura
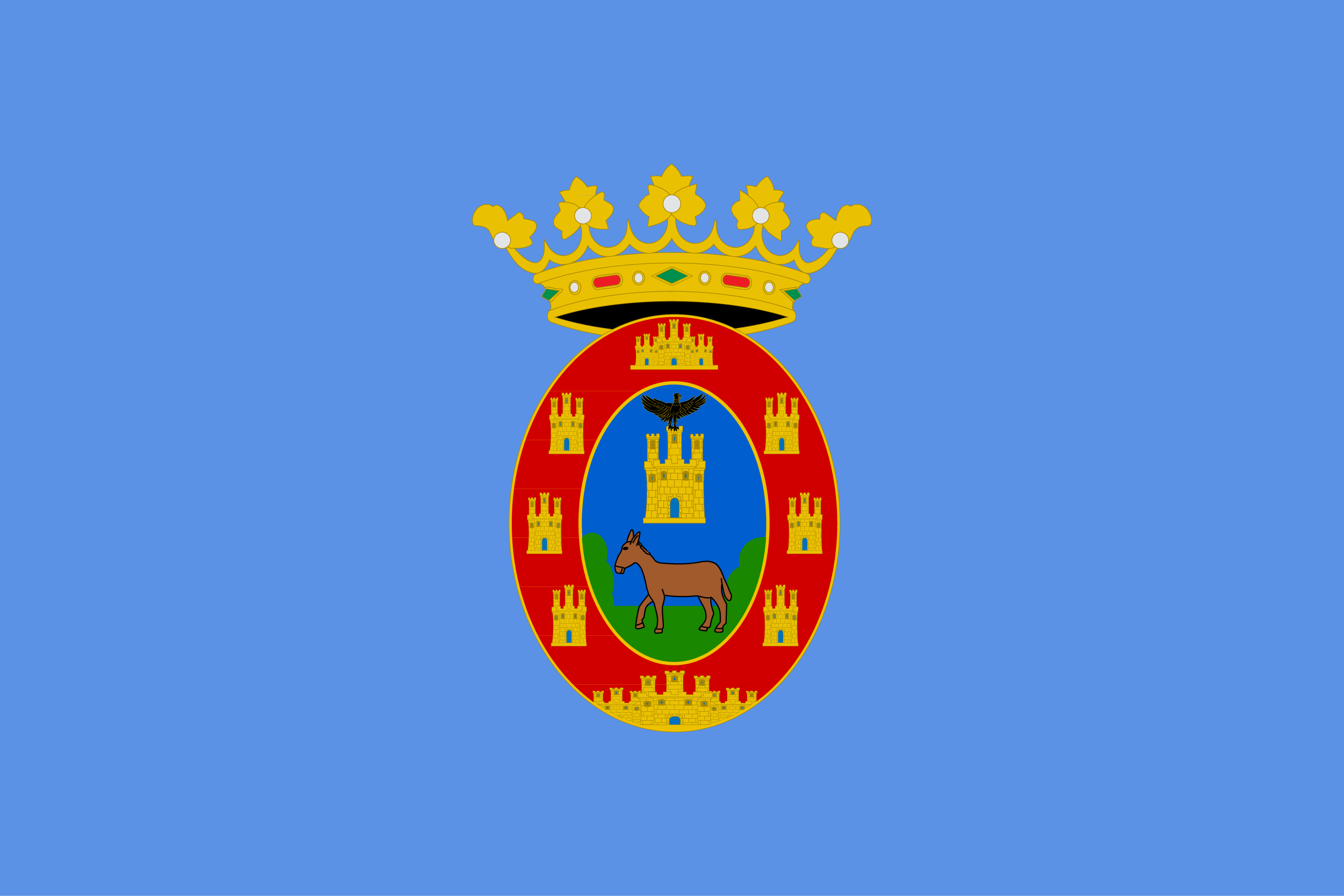
Mula
Murcia
Puerto Lumbreras
San Javier
San Pedro del Pinatar
Santomera
Torre-Pacheco
Totana
Yecla

## Navarra

Barañain
Burlada
Estella
Pamplona
Tafalla
Tudela
Zizur Mayor

## La Rioja

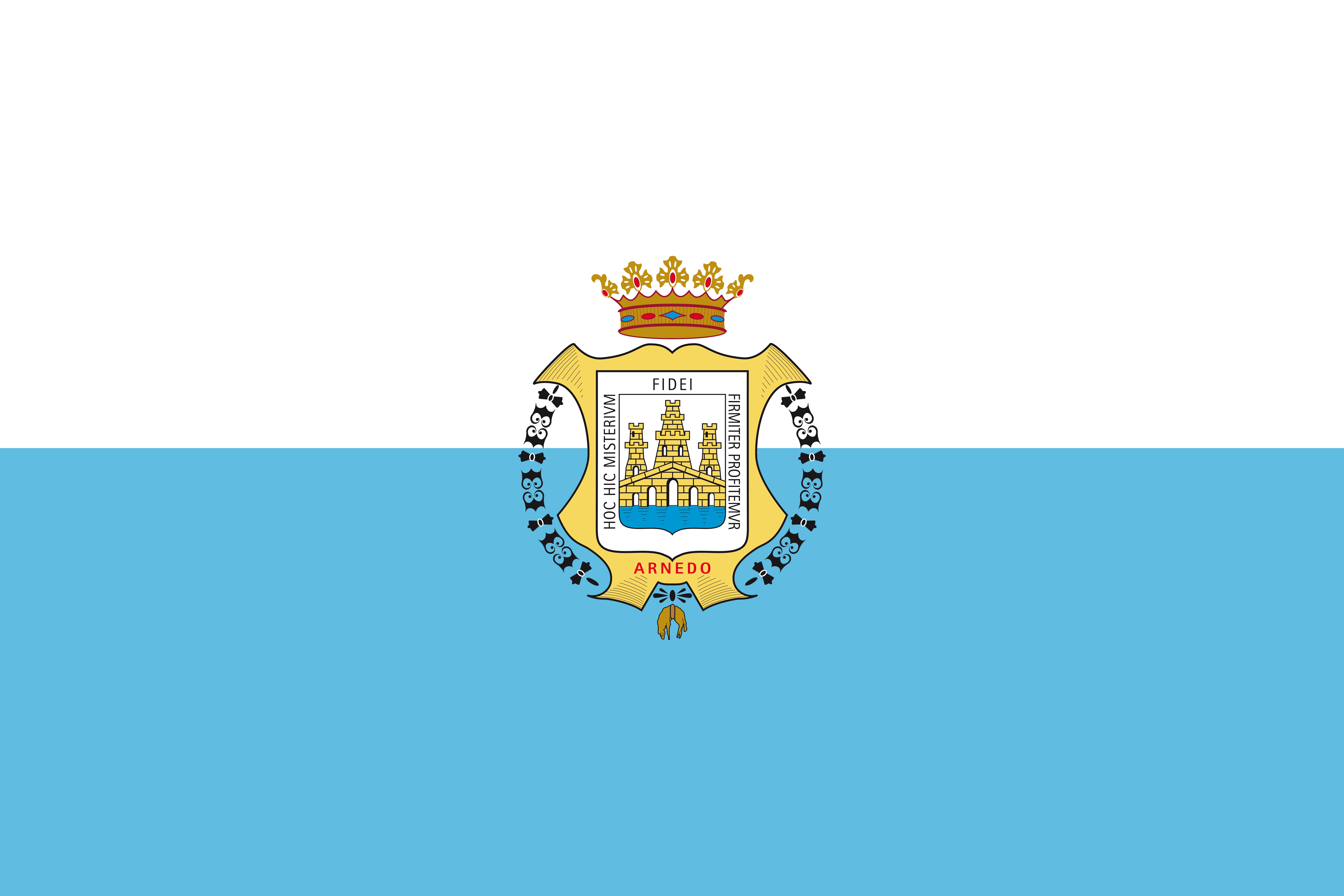
Arnedo
Calahorra
Logroño

## Valencia

Alaquàs
Albal
Albatera
Alboraia
Alcoy
Aldaia
Alfafar
Algemesí
Alginet
Alicante
Almassora
Almoradí
Altea
Alzira
Aspe
Benetússer
Benicarló
Benicasim
Benidorm
Benifaió
Benissa
Bétera
Burjassot
Burriana
Callosa de Segura
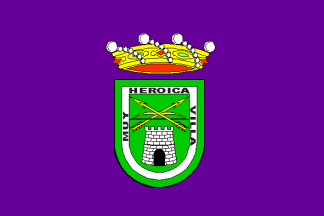
Calp
Carcaixent
Carlet
Castalla
Castellón de la Plana
Catarroja
Canals
Chiva
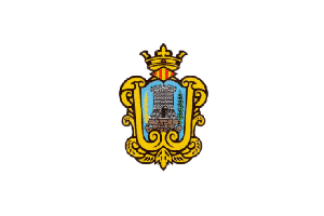
Cocentaina
Crevillent
Cullera
Dénia
El Campello
Elche
Elda
Gandia
Godella
Guardamar del Segura
Ibi
Jávea
L'Alcúdia
L'Alfàs del Pi
L'Eliana
La Nucia
La Pobla de Vallbona
La Vall d'Uixó
Llíria
Manises
Massamagrell
Mislata
Moncada
Monóvar
Mutxamel
Novelda
Nules
Oliva
Onda
Ontinyent
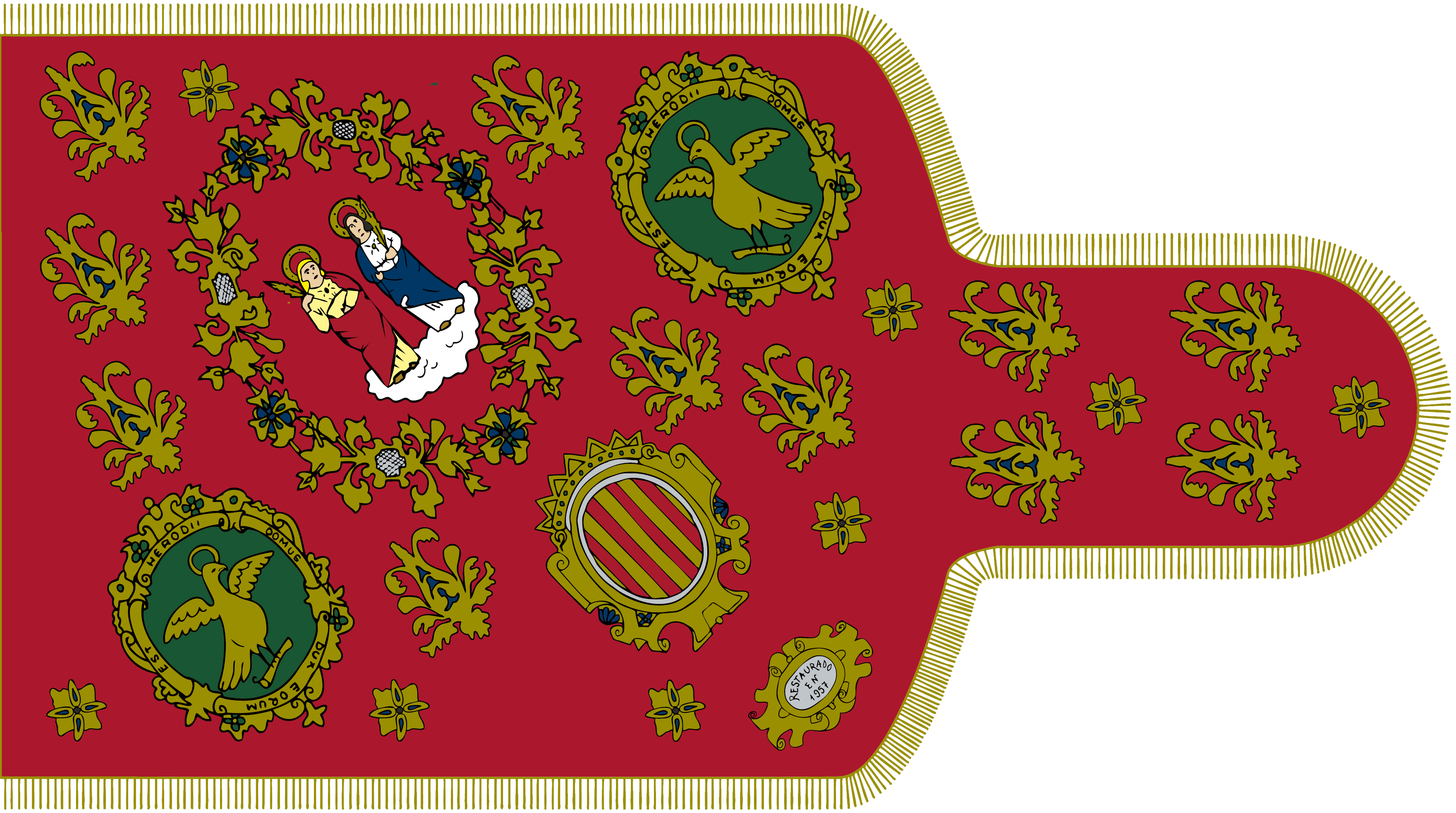
Orihuela
Paiporta
Paterna
Pego
Petrer
Picassent
Pilar de la Horadada
Puçol
Quart de Poblet
Requena
Riba-roja de Túria
Rojales
Sagunto
San Vicente del Raspeig
Sant Joan d'Alacant
Santa Pola
Silla
Sueca
Tavernes de la Valldigna
Teulada
Torrent
Torrevieja
Utiel
Valencia (Details)
Villajoyosa
Vila-real
Villena
Vinaròs
Xàtiva (Details)
Xirivella

Andorra · Armenië · België · Bosnië en Herzegovina · Brazilië · Bulgarije · Canada · Chili · Colombia · Costa Rica · Denemarken · Duitsland · El Salvador · Estland · Frankrijk · Georgië · IJsland · Indonesië · Italië · Kaapverdië · Kosovo · Kroatië · Letland · Liechtenstein · Litouwen · Luxemburg · Malta · Mexico · Montenegro · Nederland · Noord-Macedonië · Noorwegen · Oekraïne · Oostenrijk · Oost-Timor · Polen · Portugal · Roemenië · Rusland · San Marino · Servië · Slovenië · Slowakije · Spanje · Tsjechië · Venezuela · Verenigd Koninkrijk · Verenigde Staten · Wit-Rusland · Zimbabwe · Zwitserland
Historisch: België · Nederland
Zie ook: Vlaggenlijsten (per land) · Vlaggen van afhankelijke gebieden · Vlaggen van subnationale entiteiten (per land) · Lijst van vlaggen van hoofdsteden